# Seznam letalskih motorjev
Seznam letalskih motorjev: vsebuje letalske, helikopterske in raketne motorje in potisne cevi.

## 2

### 2si
- 2si 215
- 2si 230
- 2si 460
- 2si 500
- 2si 540
- 2si 690
- 2si 808

## 3

### 3W
Vir: RMV
- 3W 110
- 3W 112
- 3W 170
- 3W 210
- 3W 220

## A

### Abadal
(Francisco Serramalera Abadal)
- Abadal Y-12

### ABC
(All British Engine Co Ltd.)
Vir: Lumsden
- ABC 8
- ABC 30 KM[3]
- ABC 45 KM
- ABC 60 KM
- ABC 85 KM
- ABC 100 KM
- ABC 115 KM
- ABC 170 KM
- ABC 225 KM
- ABC W-24 1000 ][4]
- ABC Dragonfly
- ABC Gadfly
- ABC Gnat
- ABC Hornet
- ABC Mosquito
- ABC Scorpion
- ABC Wasp

### ABECO
- ABECO GEM

### Aberg
- Type Sklenar

### ABLE
Vir: RMV  (Able Experimental Aircraft Engine Co., Altimizer, Hoverhawk (US))
- ABLE 2275
- ABLE 2500
- ABLE VW x 2 Geared Drive

### ACAE
- (Glej  AVIC)

### Accurate Automation Corp
- Accurate Automation AT-1500
- Accurate Automation AT-1700

### Ace
(Ace American Engr Corp, Horace Keane Aeroplane Co, North Beach, Long Island NY.)
- Ace 1919 40 ][6]

### ACE
(American Cirrus Engine Inc)
- ACE Cirrus
- ACE LA-1 (ATC 31)
- ACE Mk III 1929 (ATC 30, 44)
- ACE Mk III Hi-Drive
- ACE Ensign

### ACT
- ACT Super 600

### Adams
- Adams (UK) 4-valjni  140 KM

### Adams-Dorman
- Adams-Dorman 60/80 KM

### Adams-Farwell
- Adams-Farwell krožni
- Adams-Farwell KM 11
- Adams-Farwell 36 KM
- Adams-Farwell 50 KM
- Adams-Farwell 55 KM
- Adams-Farwell 63 KM
- Adams-Farwell 72 KM
- Adams-Farwell 280 KM

### ADC
- ADC Airdisco
- ADC Cirrus
- ADC Nimbus
- ADC Airsix
- ADC BR2
- ADC Viper
- ADC Airdisco-Renault

### Adept-Airmotive
- Adept 280 N
- Adept 300 R
- Adept 320 T

### Ader
- Ader Eole motor (Vapour)
- Ader Avion motor (Vapour)
- Ader 2V
- Ader 4V

### Adler
- Adler 50 KM
- Adler V8

### Admiralty
- Admiralty Rotary A.R.1[7]

### Adorjan & Dedics
- Adorjan & Dedics 2V

### Advance Engines
- Advance 4V, 20/25 KM

### Advanced Engine Design
- Advanced Engine Design Spitfire 1-valjni
- Advanced Engine Design Spitfire 2-valjni
- Advanced Engine Design Spitfire 3-valjni
- Advanced Engine Design Spitfire 4-valjni
- Advanced Engine Design K2-1000
- Advanced Engine Design 110 KM
- Advanced Engine Design 220 LC
- Advanced Engine Design 440 LC
- Advanced Engine Design 660 LC
- Advanced Engine Design 880 LC
- Advanced Engine Design 530

### AEADC
(Aircraft Engine & Accessory Development Corporation)
- AEADC Gryphon M
- AEADC Gryphon N
- AEADC O-510 (Gryphon M)
- AEADC O-810 (Gryphon N)

### AEC
- AEC Keane

### Aerien CC
- Aerien 20/25 KM
- Aerien 30 KM

### Aermacchi
- Aermacchi MB-2

### Aero & Marine
- Aero & Marine 50 KM

### Aero Adventure (engines)
- Aero Adventure GFL-2000

### Aero Conversions Inc.
(Glej AeroConversions)

### Aero Development
(Glej SPEER)

### Aero Engines Ltd.
(formerly William Douglas (Bristol) Ltd.)
- Aero Engines Dryad
- Aero Engines Pixie
- Aero Engines Sprite
- Aero Engines Inverted V-4
- Aero Engines Inverted V-6
- Douglas 750cc

### Aero Motion
- Aero Motion 0-100
- Aero Motion 0-101

### Aero Motors
- Aero Motors Aerobat 150 KM

### Aero Pixie
- Aero Pixie 153 cc

### Aero Prag
- Aeroprag KT-422
- Aeroprag AP-45
- Aeroprag TP-422

### Aero Products
(Aero Products Aeronautical Products Corp, Naugatuck CT.)
- Aero Products Scorpion 100 KM

### Aero Sled
- Aero Sled Twin Flat, 20 KM

### Aero Sport International
- Aero Sport International Wade Aero (Wankel)

### Aero Sport Power
- Aero Sport Power predealini Lycoming in Continental motorji

### Aeroconversions
(AeroConversions, Inc. (AeroVee), Oshkosh, Wisconsin)
- AeroVee 2180

### Aerojet
(Aerojet-General Corporation)
- Aerojet LR59[8]
- Aerojet LR87
- Aerojet LR91
- Aerojet Titan II motor
- Aerojet Titan III motor
- Aerojet Ablestar
- Aerojet Able
- Aerojet M-1
- Aerojet Hawk motor
- Aerojet Polaris motor
- Aerojet Minuteman motor
- Aerojet Senior
- Aerojet 2.2KS-11000[9]
- Aerojet 2.2KS-33000
- Aerojet 2.5KS-18000
- Aerojet 5KS-4500
- Aerojet 12AS-250 Junior
- Aerojet 14AS-1000
- Aerojet 15KS-1000
- Aerojet 15NS-250
- Aerojet AJ-260

### Aeromarine Company
- Aeromarine Company D5-1 (Pulsejet)

### Aeromarine
- Aeromarine AL
- Aeromarine NAL
- Aeromarine S
- Aeromarine S-12
- Aeromarine AR-3
- Aeromarine AR-3-40
- Aeromarine AR-5
- Aeromarine AR-7
- Aeromarine AL-24
- Aeromarine B-9
- Aeromarine B-45
- Aeromarine B-90
- Aeromarine D-12
- Aeromarine K-6
- Aeromarine L-6
- Aeromarine L-6-D
- Aeromarine L-6-G
- Aeromarine L-8
- Aeromarine RAD
- Aeromarine T-6
- Aeromarine U-6<
- Aeromarine U-6-D
- Aeromarine U-8
- Aeromarine U-8-873
- Aeromarine U-8D<
- Aeromarine 85KM 1914
- Aeromarine 90KM 1917
- Aeromarine 100KM

### Aeromax
- Aeromax 100 I-F-B
- Aeromax 100 L-D

### Aeromotor
(Detroit Aeromotor. Const. Co)
- Aeromotor 4-valjni 30 KM
- Aeromotor 6-valjni 75 KM

### Aeronamic
- Aeronamic ATS

### Aeronautical Engineering Co.
- Aeronautical Engineering 9-valjni zvezdasti motor 200 KM

### Aeronca
- Aeronca E-107
- Aeronca E-113
- Aeronca O-107
- Aeronca O-113

### Aeronco
(Aeronautical Corporation of Great Britain Ltd.)?
- Aeronco E-113

### Aeroplane Motors Company
- Aeroplane Motors 8V

### Aeroprotech
- Aeroprotech VW 2.3

### Aerosila
- Aerosila TA-4 FE
- Aerosila 6 A/U
- Aerosila 8 N/K
- Aerosila 12
- Aerosila 12-60
- Aerosila 14 (−032,-130,-35)
- Aerosila 18-100(−200)
- GTTP-300

### Aerosport
- Aerosport-Rockwell LB600

### Aerostar
- Aerostar M14P
- Aerostar M14V-26

### Aerotech engines
- Aerotech 2 Cylinder 2T

### Aerotech-PL
- Aerotech-PL EA81
- Aerotech-PL VW koverzija
- Aerotech-PL BMW koverzija
- Aerotech-PL Suzuki koverzija
- Aerotech-PL Guzzi koverzija

### Aerotechnik
- Aerotechnik Tatra-100
- Aerotechnik Tatra-102
- Aerotechnik Hirth (Lic)
- Aerotechnik Mikron (Lic)
- Aerotechnik Tatra-714 (VW)

### Aerotek(USA)
- Aerotek Mazda RX-7 (konverzija)

### Aerotwin
- Aerotwin 4 valjni 65 KM
- Aerotwin AT-972

### AeroVee
(Glej Aero Conversions)<

### AES
(Glej Rev-Air)

### AFECO
(Arabskofrancosko sodelovanje)

### Affordable Turbine Power
- Affordable Turbine Power Model 6.5

### AFR
- AFR BMW Conversion
- AFR R 100 70/80 KM
- AFR R 1100D 90/100 KM
- AFR R 1100S 98 KM
- AFR R 1150RT 95 KM
- AFR R 1200GS 100 KM

### Agilis
(Agilis Engines)
Vir: RMV
- Agilis TF-800
- Agilis TF-1000
- Agilis TF-1200
- Agilis TF-1400
- Agilis TF-1500
- Agilis TJ-60 (MT-60)
- Agilis TJ-75
- Agilis TJ-80
- Agilis TJ-400

### Agusta
- Agusta GA.40[12]
- Agusta GA.70/0
- Agusta GA.70/V
- Agusta GA.140/V
- Agusta A.270
- Turbomeca-Agusta TA.230

### Ahrbecker Son and Hankers
- Ahrbecker Son and Hankers 10 KM
- Ahrbecker Son and Hankers 20 K;
- Ahrbecker Son and Hankers 1-valj

### AIC
(Aviation Ind. China. See Catic and Carec)

### Aichi
Vir:Gunston 1989 except where noted.
- Aichi AC-1
- Aichi Atsuta
- Aichi Ha-70
- 21/AE1A
- 32/AE1P

### Aile Volante
- Aile Volante C.C.4

### Air Repair Incorporated
(Jacobs Licenca)
- Air Repair Incorporated L-4
- Air Repair Incorporated L-5
- Air Repair Incorporated L-6

(Jacobs-Page Licenca)
- Air Repair Incorporated R755

### Air Ryder
- Air Ryder Subaru EA-81 (konverzija)

### Air Technical Arsenal
- Air Technical Arsenal TSU-11
- Air Technical Arsenal TR-30

### Air-Craft Engine Corp
- Air-Craft Engine Corp LA-1

### Aircat
(Detroit Aircraft Eng. Corp.)
- Aircat Radial 5 valjni

### Aircooled Motors
(Glej Franklin)

### Aircraft
( Aircraft Engine Co Inc, Oakland CA.)
- Aircraft 1911 80 KM

### Aircraft Engine Develop.
- Alfaro Axial
- "Baby" Twin-flat

### Aircraft Engine Services
- AES -V300T

### Aircraft Engine Specialists
- Millenium (Up-rated Lyc. and Cont)

### Aircraft Holding Corp.
- Murray Ajax
- Murray Atlas

### Aircraft & Ind. Motor Corp.
(See Schubert)

### Airculture
- Guzzi (konverzija)
- BMW (konverzija)

### Airdelta
- Hiro

### Airex
- Airex Rx2
- Airex Rx10

### Airmotive-Perito
Glej ADAPT
- Airmotive-Perito 280N
- Airmotive-Perito 300R
- Airmotive-Perito 320T

### Airship
- Airship A-Tech 100

### AISA
- Ramjet na rotorju

### Aixro
- Aixro XR-40
- Aixro XR-50

### Ajax
- Ajax 7-valjni rotirajolči motor
- Ajax 6-valjni zvezdasti motor, 80 KM

### Akkerman
- Akkerman Model 235 30 KM

### Akron
- Funk E200
- Funk E4L

### Albatross
(Albatross Code Detroit)
- Albatross 6-valjni zdezdasti
- Albatross 6-valjni zvezdasti

### Alexander
- Alexander 4-valjni
- Alexanderradial 5-valjni

### Alfa Romeo
(Societa per Azioni Alfa Romeo)
Vir:Italian Civil & Military Aircraft 1930–1945
- Alfa Romeo V-6 diesel[15]
- Alfa Romeo V-12 diesel[15][16]

- Alfa Romeo D2
- Alfa Romeo 100 ali RA.1100
- Alfa Romeo 101 ali RA.1101
- Alfa Romeo 110
- Alfa Romeo 111
- Alfa Romeo 115
- Alfa Romeo 116
- Alfa Romeo 121
- Alfa Romeo 125
- Alfa Romeo 126
- Alfa Romeo 127
- Alfa Romeo 128
- Alfa Romeo 129
- Alfa Romeo 131
- Alfa Romeo 135
- Alfa Romeo 136
- Alfa Romeo 138 R.C.23/65
- Alfa Romeo RA.1000
- Alfa Romeo RA.1050
- Alfa Romeo RA.1100 ali AR.100
- Alfa Romeo RA.1101 ali AR.101
- Alfa Romeo AR.318
- Alfa Romeo Dux
- Alfa Romeo Jupiter
- Alfa Romeo Lynx
- Alfa Romeo Mercury
- Alfa Romeo Pegasus

### Allen
- Allen O-675

### Alliance
- Alliance Warrior 7-valjni zvezdasti motor

### Allied
- Allied Monsoon

### AlliedSignal
- AlliedSignal TPE-331
- Garrett TPF351
- AlliedSignal LTS101
- AlliedSignal ALF502/LF507

### Allis-Chalmers
- Allis-Chalmers J36

### Allison
- Allison VG-1410
- Allison V-1650
- Allison V-1710
- Allison V-3420
- Allison X-4520
- Allison 250 (T63)(T703)
- Allison 500 (T40)
- Allison 501 (D – T56)(F – T38)
- Allison 503
- Allison 504
- Allison 545
- Allison 578-DX
- Allison J33
- Allison J35
- Allison J56
- Allison J71
- Allison J89
- Allison J102
- Allison T38
- Allison T39
- Allison T40
- Allison T44
- Allison T54
- Allison T56
- Allison T61
- Allison T63
- Allison T71
- Allison T78
- Allison T80
- Allison T406 (AE1107)
- Allison T701 (Allison 501-M62)
- Allison T703 (Allison 250)
- Allison TF32
- Allison TF41 (RR Spey)
- Allison GMA 200
- Allison GMA 500
- Allison AE1107
- Allison AE3010
- Allison AE3012

### Almen
- Almen A-4

### Alvis
- Alvis Alcides
- Alvis Alcides Major
- Alvis Leonides
- Alvis Leonides Major
- Alvis Maeonides Major
- Alvis Pelides
- Alvis Pelides Major

### American Engineering Corporation
- ACE Keane

### American Helicopter
- American Helicopter PJ49 Pulzni reaktivni motor
- American Helicopter XPJ49-AH-3

### American
- American 1911 kroižni motor
- American S-5 zvezdasti motorl

### AMCEL
(AMCEL Propulsion Company)

### AMI
(AeroMotion Inc.)
- AeroMotion Twin[17]
- AeroMotion O-100 Twin
- AeroMotion O-101 Twin

### Angle
- Angle 100 KM zvezdasti motor

### Ansaldo
(Gio. Ansaldo & C.)
- Ansaldo San Giorgio 4E-14
- Ansaldo San Giorgio 4E-29

### Antoinette
- Antoinette 35KM V-8
- Antoinette 46KM
- Antoinette 64KM V-16
- Antoinette 8V
- Antoinette 165KM V-16

### Anzani
(Société des Moteurs Anzani)
Vir:
- Anzani 3-cyl. Fan 10-12 KM
- Anzani 3-cyl. Fan 12-15 KM
- Anzani 3-cyl. Fan 25-30 KM
- Anzani 3-cyl. Fan 30-35 KM
- Anzani 3-cyl. Fan 45-50 KM
- Anzani 3-cyl. Y (Radial) 30KM
- Anzani 4-cyl. V 30-35 KM
- Anzani 4-cyl. V 60-70 KM
- Anzani 5-cyl. Radial 45KM
- Anzani 5-cyl. Radial 60KM
- Anzani 6-cyl. Radial 45KM
- Anzani 6-cyl. Radial 70KM
- Anzani 7-cyl. Radial 95KM
- Anzani 10-cyl. Radial 100KM
- Anzani 14-cyl. Radial 160KM
- Anzani 20-cyl. Radial 200KM
- Anzani 6A3 (

### ARDEM
(Avions Roger Druine Engines M)
- Ardem 4 CO2

### Argus Motoren
- Argus 1908 4-valjni[19]
- Argus As I 4-valjni, 100  KM, 1913[20]
- Argus As II, 6-valjni, 120 KM, 1914[21]
- Argus As III
- Argus As 5
- Argus As 7
- Argus As 8
- Argus As 10
- Argus As 12
- Argus As 17
- Argus As 014
- Argus As 044
- Argus As 16
- Argus As 17
- Argus As 401
- Argus As 402
- Argus As 403
- Argus As 410
- Argus As 411
- Argus As 412
- Argus As 413
- Argus 109-014
- Argus 109-044
- Argus 115KM
- Argus 130KM
- Argus 145KM
- Argus 190KM

### Armstrong Siddeley

#### Batni motorji
- Armstrong Siddeley Terrier
- Armstrong Siddeley Mastiff
- Armstrong Siddeley Boarhound
- Armstrong Siddeley Cheetah
- Armstrong Siddeley Civet
- Armstrong Siddeley Cougar
- Armstrong Siddeley Deerhound
- Armstrong Siddeley Genet
- Armstrong Siddeley Genet Major
- Armstrong Siddeley Hyena
- Armstrong Siddeley Jaguar
- Armstrong Siddeley Leopard
- Armstrong Siddeley Lynx
- Armstrong Siddeley Mongoose
- Armstrong Siddeley Ounce
- Armstrong Siddeley Panther
- Armstrong Siddeley Serval
- Armstrong Siddeley Tiger
- Armstrong Siddeley Wolfhound

#### Turbinski motorji
- Armstrong Siddeley Adder
- Armstrong Siddeley ASX
- Armstrong Siddeley Double Mamba
- Armstrong Siddeley Mamba
- Armstrong Siddeley Python
- Armstrong Siddeley Sapphire
- Armstrong Siddeley Viper

#### Raketni motorji
- Armstrong Siddeley Alpha
- Armstrong Siddeley Beta
- Armstrong Siddeley Delta
- Armstrong Siddeley Gamma
- Armstrong Siddeley Screamer
- Armstrong Siddeley Snarler
- Armstrong Siddeley Spartan
- Armstrong Siddeley Stentor

### Armstrong-Whitworth
- Armstrong-Whitworth 1918 30° V-12

### Arrow
- Arrow F V-8

### Arrow SNC
- Arrow 250
- Arrow 270 AC
- Arrow 500
- Arrow 1000

### Arsenal
- Arsenal 12H
- Arsenal 12H-Tandem
- Arsenal 12K
- Arsenal 24H
- Arsenal 24H-Tandem

### Ashmusen
- Ashmusen 1908 60 KM
- Ashmusen 1908 105 KM
- Ashmusen O-150 1912
- Ashmusen O-595 O-12 1917

### Aspin
- Aspin Flat-Four

### Aster
- Aster 51KM 4-valjni

### ATAR
- ATAR 101
- ATAR 103
- ATAR 104
- ATAR 201
- ATAR 202
- ATAR 203

### Atwood
- Atwood 12-180
- Atwood M-1 (1916)
- Atwood M-2 (1916)
- Atwood Twin Six

### Aubier & Dunne
- Aubier & Dunne 2-valjni. 17KM

### Austro-Daimler
- Austro-Daimler 35-40KM 4-valjni
- Austro-Daimler 65-70KM 4-valjni
- Austro-Daimler 90KM 6-valjni
- Austro-Daimler 120KM 6-valjni
- Austro-Daimler 160KM 6-valjni
- Austro-Daimler 185KM 6-valjni
- Austro-Daimler 200KM 6-valjni
- Austro-Daimler 210KM 6-valjni
- Austro-Daimler 225KM 6-valjni
- Austro-Daimler 300KM V-12
- Austro-Daimler 360KM

### Austro Engine
- Austro Engine E4 (AE 300) Diesel R4
- Austro Engine E8
- Austro Engine AE50R
- Austro Engine AE75R
- Austro Engine AE80R
- Austro Engine AE500

### Ava
(L'Agence General des Moteurs Ava)
- Ava 4A-00
- Ava 4A-02

### Avia
(Avia Wytwórnia Maszyn Precyzjnych)
- Avia 3
- Avia Rk.12
- Avia Rk.17
- Avia Vr-30
- Avia Vr-36
- Avia WZ-7<
- Avia WZ-100

(Avia Narodny Podnik)
- M108H
- Avia M-04
- Avia M 110H
- Avia M 137
- Avia M 208
- Avia M 332
- Avia M 337

### Aviadvigatel
- Aviadvigatel PS90

### AMT
(Aviation Microjet Technology)
- AMT-450[22]
- AMT Olympus[23]
- AMT Titan[24]

### A.V. Roe
- A.V. Roe 20KM 2-valjni

### Avro
- Avro Alpha

### Avro Canada
- Avro Chinook
- Avro Iroquois
- Avro Orenda

### Axelson
- Axelson A-7-R[3]
- Axelson-Floco B

### Axial Vector Engine Corporation
- Dyna-Cam

## B

### Bailey Aviation
- Bailey B200
- Bailey V5

## Baradat – Esteve
(Claudio Baradat Guillé & Carlos Esteve)
- Baradat toroidalni motor

### Basse und Selve
(Basse & Selve, Altena (Westf) Flugmotorenwerke)
- Basse und Selve BuS.III 150 KM
- Basse und Selve BuS.IV 2600 KM
- Basse und Selve BuS.IVa 300 KM

### Bates
- Bates 29KM V-4

### Beardmore
- Beardmore 90 KM
- Beardmore 120 KM
- Beardmore 160 KM
- Beardmore Pacific
- Beardmore Simoon
- Beardmore Cyclone
- Beardmore Tornado
- Beardmore 12-valjni opozicijski dizel
- Beardmore Typhoon
- Galloway Adriatic
- Galloway Atlantic
- Siddeley-Deasy Puma
- Siddeley Tiger

### Béarn
(Construction Mécanique du Béarn)
- Béarn 6C
- Béarn 6D[25]
- Béarn 6D-O7
- Béarn 12A

### Beatty
- Beatty 50KM 4-valjni

### Bell Aerosystems Company
- Bell Model 8096 Agena

### Bentley
- Bentley B.R.1
- Bentley B.R.2

### Benz
- Benz Bz.II
- Benz Bz.III
- Benz Bz.IIIa
- Benz Bz.IIIb
- Benz Bz.IIIbo
- Benz Bz.IIIbm
- Benz Bz.IV
- Benz Bz.IVa
- Benz Bz.VI

### Berliner
(Emile Berliner)
- Berliner 6KM helikopterski motor

### Bertin
- Bertin 50KM X-4
- Bertin 100KM X-8

### Besler
(Glej: Doble-Besler)

### B.H.P.
(Beardmore-Halford-Pullinger)
- B.H.P 160KM
- B.H.P 200KM

### Blackburn
- Blackburn Cirrus
- Blackburn Cirrus Midget
- Blackburn Cirrus Minor
- Blackburn Cirrus Major
- Blackburn Nimbus
- Blackburn Cirrus Bombardier

### Blackburne
(Burney and Blackburne)
- Blackburne Tomtit
- Blackburne Thrush

### Bloch
(Avions Marcel Bloch)
- Bloch 6B-1[26]

### BMW
(Bayerische Motorenwerke – Bavarian Motor Company))
- BMW I
- BMW II
- BMW III
- BMW IIIa
- BMW IV
- BMW V
- BMW Va
- BMW VI
- BMW VIIa
- BMW VIII
- BMW IX
- BMW X
- BMW 003
- BMW 112
- BMW 114
- BMW 116
- BMW 117
- BMW 132
- BMW 139
- BMW 801
- BMW 802
- BMW 803
- BMW 804
- BMW 805
- BMW 109-002
- BMW 109-003
- BMW 109-018
- BMW 109-028
- BMW 109-510
- BMW 109-511
- BMW 109-528
- BMW 109-548
- BMW 109-558
- BMW 109-708
- BMW 109-718
- BMW P-3306
- BMW P-3307
- BMW MTU 6011
- BMW 6012(MTU 6012)
- BMW 8025
- BMW 8026
- BMW GO-480-B1A6
- BMW-Lanova 114 V-4 9-valjni dizelski zvezdasti motor[16]

- BMW M2 B15

### Boeing
Vir:Pelletier 
- Boeing T50
- Boeing T60
- Boeing 502
- Boeing 520
- Boeing 540
- Boeing 550
- Boeing 551
- Boeing 553

### Boitel
(Achille Boitel)
- Boitel soleil

### Bonner
(Aero Bonner Ltd.)
- Bonner Super Sapphire

### Borzecki
(Jozef Borzecki)
- Borzecki 2RB
- Borzecki JB 2X250

### Botali
- Botali Diesel

### Bramo
(Brandenburgische Motorenwerke – Brandenburg motor company)
- Bramo Sh.14A
- Bramo 301
- Bramo 314
- Bramo 322
- Bramo 323 Fafnir
- Bramo 325
- Bramo 328
- Bramo 329 Twin Fafnir
- Bramo 109-002
- Bramo 109-003

### Brandner
- Brandner E-300

### Breguet-Bugatti
- Breguet-Bugatti U.16
- Breguet-Bugatti U.24
- Breguet-Bugatti U.24bis
- Breguet-Bugatti Quadrimotor Type A
- Breguet-Bugatti Quadrimotor Type B
- Breguet-Bugatti H-32B

### Breitfeld & Danek
- Breitfeld & Danek Perun I
- Breitfeld & Danek Perun II
- Breitfeld & Danek BD-500

### Breuer
(Breuer Werke G.m.b.H.)
- Breuer 9-091
- Breuer 9-094

### Brewer
(Captain R.W.A. Brewer)
- Brewer Type M Gryphon O-8
- Brewer 250KM O-12
- Brewer 500KM X-16

### Bristol
Vir: Piston engines, Lumsden, gas turbine and rocket engines, Gunston.
- Bristol Aquila
- Bristol Centaurus
- Bristol Cherub
- Bristol Draco
- Bristol Hercules
- Bristol Hydra
- Bristol Jupiter
- Bristol Lucifer
- Bristol Mercury
- Bristol Neptune
- Bristol Olympus
- Bristol Orion
- Bristol Orion
- Bristol Orpheus
- Bristol Pegasus
- Bristol BE53 Pegasus
- Bristol Perseus
- Bristol Phoenix dizelski zvezdasti
- Bristol Proteus
- Bristol Taurus
- Bristol Theseus
- Bristol Thor
- Bristol Titan
- Bristol BE.25<
- Bristol BRJ.801
- Bristol BRJ.1
- Bristol BRJ.2
- Bristol BRJ.2/5
- Bristol BRJ.3
- Bristol BRJ.4/1
- Bristol BRJ.5/1
- Bristol BRJ.601
- Bristol BRJ.701
- Bristol BRJ.801
- Bristol BRJ.811
- Bristol BRJ.824

### Bristol Siddeley
- Bristol Siddeley BS.53 Pegasus
- Bristol Siddeley BS.59
- Bristol Siddeley BS.100
- Bristol Siddeley BS.143
- Bristol Siddeley BS.347
- Bristol Siddeley BS.358
- Bristol Siddeley BS.360
- Bristol Siddeley BS.605[28]
- Bristol Siddeley BS.1001 Bristol Siddeley M2.4 - 4.2 ramjet
- Bristol Siddeley BS.1002 Bristol Siddeley M4.5 ramjet
- Bristol Siddeley BS.1003 Odin Bristol Siddeley M3.5 ramjet, Odin.
- Bristol Siddeley BS.1004 Bristol Siddeley M2.3 ramjet
- Bristol Siddeley BS.1005
- Bristol Siddeley BS.1006 Bristol Siddeley M4 ramjet
- Bristol Siddeley BS.1007
- Bristol Siddeley BS.1008 Bristol Siddeley M1.2 ramjet.
- Bristol Siddeley BS.1009 Bristol Siddeley M3 ramjet
- Bristol Siddeley BS.1010
- Bristol Siddeley BS.1011 40000lb (177,9 kN)
- Bristol Siddeley BS.1012
- Bristol Siddeley BS.1013 Bristol Siddeley ramjet
- Bristol Siddeley/SNECMA M45G
- Bristol Siddeley/SNECMA M45H
- Bristol Siddeley Gamma Mk.201
- Bristol Siddeley Gamma Mk.301
- Bristol Siddeley Gnome
- Bristol Siddeley Gyron Junior
- Bristol Siddeley Stentor
- Bristol Siddeley Double Spectre
- Bristol Siddeley PR 37
- Bristol Siddeley Cumulus
- Bristol Siddeley Nimbus
- Bristol Siddeley Orpheus
- Bristol Siddeley Sapphire
- Bristol Siddeley Spartan I
- Bristol Siddeley Viper
- Bristol Siddeley BSRJ.801
- Bristol Siddeley BSRJ.824
- Bristol Siddeley NRJ.1
- Bristol Siddeley R.1 Bristol Siddeley ramjet
- Bristol Siddeley R.2 Bristol Siddeley  ramjet

### British Anzani
- British Anzani 35KM
- British Anzani 45KM
- British Anzani 60KM
- British Anzani 100KM

### British Salmson
(British Salmson Engines Limited)
- British Salmson AD.3
- British Salmson AC.7
- British Salmson AC.9
- British Salmson AD.9
- British Salmson AD.9R srs III
- British Salmson AD.9NG

### Brouhot
- Brouhot 60 KM V-8

### Buchet
- Buchet 24KM 6-valjni zvezdasti motor

### Bücker
- Bücker M 700

### Bugatti
- Bugatti 8
- Bugatti U-16
- Bugatti Type 14
- Bugatti Type 34 U-16
- Bugatti Type 50B
- Bugatti Type 60

### Burlat
(Société des Moteurs Rotatifs Burlat)
- Burlat 1909 8cyl. 35-40 KM krožni motor
- Burlat 1910 8cyl. 65-70KM krožni motor
- Burlat 1910 16cyl. 65-70KM krožni motor

## C

### CAC
(Commonwealth Aircraft Corporation)
- CAC R-975 Cicada
- CAC R-1340
- CAC R-1830
- CAC Merlin

### Caffort
(Anciens Etablissements Caffort Frères)
- Caffort 12Aa[29]

### Cal-Aero
(Cal-aero Institute, California)
- Cal-Aero XLC-1[30]

### Call
(Henry L. Call)
- Call E-1
- Call E-2

### Campini
- Secondo Campini thermojet

### CANSA
(Fabbrica Italiana Automobili Torino – Costruzioni Aeronautiche Novaresi S.A.)
- CANSA C.80

### Carden Aero Engines
Source:Ord-Hume.
- Carden-Ford 31KM 4-valjni
- Carden-Ford S.P.1

### Casanova
(Ramon Casanova)
- Casanova pulsejet

### Caunter
- Caunter B
- Caunter C
- Caunter D

### Ceskoslovenska Zbrojovka
- Ceskoslovenska Zbrojovka ZOD 260-B 2-taktni zvezdsti dizelski motor, 260 KM

### CFM International
- CFM International CFM56
- CFM International F108
- CFM International LEAP

### Chaise
(Societe Anonyme Omnium Metallurgique et Industriel / Etablissements Chaise et Cie)
- Chaise 30KM V-4
- Chaise 4A
- Chaise 4B
- Chaise 4Ba

### Chamberlin
- Chamberlin L-236
- Chamberlin L-267

### Changzhou
(Changzhou Lan Xiang Machinery Works)
- Changzhou WZ-6

### Čaromski
- Čaromski AN.1
- Čaromski AČ-30
- Čaromski AČ-31[33]
- Čaromski AČ-32
- Čaromski AČ-39
- Čaromski M-40

### Čelomej
- Chelomey D-3 Pulsejet
- Chelomey D-5 Pulsejet
- Chelomey D-6 Pulsejet
- Chelomey D-7 Pulsejet

### Chevrolair
- Chevrolair 1923 Zračnohlajeni[34]
- Chevrolair 1923 Vodnohlajeni
- Chevrolair D-4
- Chevrolair D-6[35]

### Chevrolet
- Chevrolet Corvair

### CAREC
(China National Aero-Engine Corporation)
- CAREC WP-11

### Chotia
- Chotia 460

### Christmas Penny Turbines
- NPT301 LTD[36]

### Chrysler
- Chrysler IV-2220
- Chrysler T36

### Cicaré Aeronáutica
- Cicaré 4C2T

### Cirrus
- Cirrus I
- Cirrus II
- Cirrus III
- Cirrus Hermes
- Cirrus Major
- Cirrus Minor

### Cisco Motors
- Cisco Snap 100

### Citroen
- Citroen 2-valjni
- Citroen 4-valjni

### Clapp's Cars
- Clapp's Cars Spyder Standard

### Clément-Bayard
- Clément-Bayard 50KM 7-valjni zvezdasti
- Clément-Bayard 117KM 6-valjni vrstni
- Clément-Bayard 118KM 4-valjni vrstni
- Clément-Bayard 29KM 4-valjni vrstni

### Cleone (engine manufacturer)
- Cleone 1930 25KM

### Clerget
(Société Clerget-Blin et Cie / Pierre Clerget)
- Clerget 50KM 7-cyl
- Clerget 200KM V8
- Clerget 2K
- Clerget 4V
- Clerget 4W
- Clerget 7Y
- Clerget 7Z
- Clerget 9A dizelski zvezdasti motor
- Clerget 9B
- Clerget 9C
- Clerget 9J
- Clerget 9Z
- Clerget 11Eb
- Clerget 14D
- Clerget 14E
- Clerget 14F
  - Clerget 14Fcs
  - Clerget 14F1
  - Clerget 14F2
- Clerget 14U
- Clerget 16H
- Clerget 16SS
- Clerget 16X
- Clerget 32
- Clerget Type Transatlantique
- Clerget 180-2T
- Clerget 180-4T

### C.L.M.
(Compagnie Lilloise de Moteurs S.A)
- Lille 6 AS

### CMB
(Construction Mécanique du Béarn)

### CNA
(Compagnia Nazionale Aeronautica)
- CNA C.II
- CNA C.VI I.R.C.43
- CNA C-7
- CNA D.4
- CNA D.VIII

### Coatalen
Vir:Brew
- Coatalen V12 Diesel

### Colombo
- Colombo D.110
- Colombo S.53
- Colombo S.63

### Comet
(Comet Engine Corp, Madison WI.)
- Comet 130 KM
- Comet 5
- Comet 7-D 1928 (ATC 9)
- Comet 7-E 1929 (ATC 47)
- Comet 7-RA 1928 (ATC 9)

### Compagnie Lilloise de Moteurs
- CLM 6as

### Conrad
(Deutsche Motorenbau G.m.b.H.)
- Conrad C.III

### Continental
- Continental 141
- Continental 142
- Continental 217A
- Continental 320
- Continental A40
- Continental A50
- Continental A65
- Continental A70
- Continental A75
- Continental A80
- Continental A90
- Continental A100
- Continental C75
- Continental C85
- Continental C90
- Continental C115
- Continental C125
- Continental C140
- Continental C145
- Continental C175
- Continental E165
- Continental E185
- Continental E225
- Continental E260
- Continental GR-9A
- Continental GR-18
- Continental GR-36
- Continental Tiara 4-180
- Continental Tiara 6-260
- Continental Tiara 6-285
- Continental Tiara 6-320
- Continental Tiara 8-380
- Continental Tiara 8-450
- Continental Voyager 200
- Continental Voyager 300
- Continental Voyager 370
- Continental Voyager 550
- Continental O-110
- Continental O-170
- Continental O-190
- Continental O-200
- Continental O-240
- Continental O-255
- Continental O-270 (Tiara)
- Continental O-280
- Continental O-300
- Continental O-315
- Continental IO-346
- Continental O-360
- Continental O-368
- Continental O-405 (Tiara)
- Continental O-470
- Continental O-520
- Continental O-526
- Continental O-540 (Tiara)
- Continental O-550
- Continental OL-200
- Continental OL-370
- Continental-Honda OL-370
- Continental OL-550
- Continental OL-1430
- Continental V-1650 (Merlin)
- Continental V-1430
- Continental IV-1430
- Continental I-1430
- Continental XH-2860
- Continental R-545
- Continental R-670
- Continental W670
- Continental Model 500
- Continental TD-300
- Continental TS325
- Continental TP-500
- Continental Model R-20
- Continental J69
- Continental RJ35 Ramjet
- Continental RJ45 Ramjet
- Continental RJ49 Ramjet
- Continental T51
- Continental T65
- Continental T67
- Continental T69
- Continental T72

### Corvair
- AeroMax Aviation AeroMax 100
- Clapp's Cars Spyder Standard
- Magsam/Wynne (Del Magsam / William Wynne)

### Cosmos Engineering Company
- Cosmos Jupiter
- Cosmos Lucifer
- Cosmos Mercury

### Coventry Victor
- Coventry Victor Neptune

### Crankless Engines Company
(Anthony Michell)
- Michell XB-4070

### C.R.M.A.
(Société de construction et de Reparationde Materiel Aéronautique)
- C.R.M.A. Type 102

### Curtiss
- Curtiss 250KM V-12
- Curtiss 25-30KM
- Curtiss A-2 (9hKM V-2)
- Curtiss A-4
- Curtiss A-8
- Curtiss AB
- Curtiss B-8
- Curtiss C-1
- Curtiss C-2
- Curtiss C-4
- Curtiss C-6
- Curtiss C-12
- Curtiss CD-12
- Curtiss Crusader
- Curtiss D-12
- Curtiss E-4
- Curtiss E-8
- Curtiss H-1640 Chieftain
- Curtiss K-6
- Curtiss K-12
- Curtiss OX-2
- Curtiss OX-5
- Curtiss OXX-2
- Curtiss OXX-3
- Curtiss OXX-5
- Curtiss OXX-6
- Curtiss R-600 Challenger
- Curtiss R-1454
- Curtiss V-2
- Curtiss V-3
- Curtiss V-4
- Curtiss V-1400
- Curtiss V-1460
- Curtiss V-1550
- Curtiss V-1570 Conqueror
- Curtiss VX

### Curtiss-Kirkham
- Curtiss-Kirkham K-12

### Curtiss-Wright
- Curtiss-Wright RJ41 Ramjet
- Curtiss-Wright RJ47 Ramjet
- Curtiss-Wright RJ51 Ramjet
- Curtiss-Wright RJ55 Ramjet
- Curtiss-Wright RC2-60 Wankel
- Curtiss-Wright R-600 Challenger

### Cuyuna Development Companyand 2si
- Cuyuna 215R
- Cuyuna 340
- Cuyuna 430

## D

### D-Motor
- D-Motor LF26
- D-Motor LF39

### Daiichi Kosho Company
- Daiichi Kosho DK 472

### Daimler-Benz
(Daimler-Benz Abteil Gesellschaft)
- Daimler 1900 flugmotor
- Daimler 1910 4-valjni 55 KM
- Daimler-Benz 1926 2-valjni
- Daimler-Benz F.2
- Daimler-Benz 750KM V-12 dizel
- Mercedes-Benz LOF.6
- Daimler-Benz DB 600
- Daimler-Benz DB 601
- Daimler-Benz DB 602 V-16 dizel
- Daimler-Benz DB 603
- Daimler-Benz DB 604 (X-24)
- Daimler-Benz DB 605
- Daimler-Benz DB 606
- Daimler-Benz DB 607
- Daimler-Benz DB 609
- Daimler-Benz DB 610
- Daimler-Benz DB 612
- Daimler-Benz DB 613
- Daimler-Benz DB 614
- Daimler-Benz DB 615
- Daimler-Benz DB 616
- Daimler-Benz DB 617
- Daimler-Benz DB 618
- Daimler-Benz DB 621
- Daimler-Benz DB 622
- Daimler-Benz DB 623
- Daimler-Benz DB 624
- Daimler-Benz DB 625
- Daimler-Benz DB 626
- Daimler-Benz DB 627
- Daimler-Benz DB 628
- Daimler-Benz DB 629
- Daimler-Benz DB 630
- Daimler-Benz DB 631
- Daimler-Benz DB 632
- Daimler-Benz DB 670
- Daimler-Benz DB 721
- Daimler-Benz 109-007
- Daimler-Benz 109-016
- Daimler-Benz 109-021
- Daimler-Benz PTL 6
- Daimler-Benz PTL 10
- Daimler-Benz ZTL 6
- Daimler-Benz ZTL 6000
- Daimler-Benz ZTL 6001
- Daimler-Benz ZTL 109-007
- Daimler-Versuchmotor F7506
- Daimler D.IIIb
- Mercedes Typ E4F
- Mercedes Fh 1256
- Mercedes D.I
- Mercedes D.II
- Mercedes D.III
- Mercedes D.IIIa
- Mercedes D.IIIaü
- Mercedes D.IIIav
- Mercedes D.IV
- Mercedes D.IVa

### Damblanc-Mutti
- Damblanc-Mutti 165KM[38]

### Darraq
- Darraq 25KM O-2
- Darraq 50KM O-4
- Darraq 43KM 4-valjni vrstni
- Darraq 84KM 4-valjni vrstni

### de Havilland

#### Batni motorji
- de Havilland Iris
- de Havilland Ghost (V8)
- de Havilland Gipsy
- de Havilland Gipsy King
- de Havilland Gipsy Major
- de Havilland Gipsy Minor
- de Havilland Gipsy Queen
- de Havilland Gipsy Six
- de Havilland Gipsy Twelve

#### Turbinski motorji
- Halford H.1
- de Havilland Ghost
- de Havilland Gnome
- de Havilland Goblin
- de Havilland Gyron
- de Havilland Gyron Junior

#### Raketni motorji
- de Havilland DSpe.1 Spectre
- de Havilland DSpe.2 Spectre
- de Havilland DSpe.3 Spectre
- de Havilland DSpe.4 Spectre
- de Havilland DSpe.5 Spectre
- de Havilland DSpe.D.1 Double Spectre
- de Havilland DSpr.1 Sprite
- de Havilland DSpr.2 Sprite
- de Havilland DSpr.3 Sprite
- de Havilland DSpr.4 Super Sprite

### de Laval
- de Laval T42

### Deicke
(Arthur Deicke)
- Deicke ADM-7

### Delafontaine
- Delafontaine Diesel

### Delage
- Delage 12C.E.D.irs[39][40]
- Delage Gvis

### DeltaHawk
- DeltaHawk DH
- DeltaHawk DH180A4

### DGEN
- DGEN 380[41]

### Diamond Engines
- Diamond Engines GIAE 50R
- Diamond Engines GIAE 75R
- Diamond Engines GIAE-110R

### Diemech Turbine Solutions
(DeLand, Florida, ZDA)
- Diemech TJ 100
- Diemech TP 100

### Doble-Besler
- Doble-Besler V-2 parni motor

### Dobrynin
- Dobrinin VD-4K
- Dobrinin VD-7

#### Dongan
- Dongan HS-7
- Dongan HS-8
- Dongan WJ-5
- Dongan WZ-5
- Dongan WZ-6

### Douglas
- Douglas 350cc
- Douglas 500cc
- Douglas 600cc Dot
- Douglas 736cc
- Douglas 750cc
- Douglas Digit
- Douglas Dryad
- Aero Engines Sprite
- Aero Engines 1500cc
- Weir Flat Twin

### Dreher
(Dreher Engineering Company)
- Dreher TJD-76 Baby Mamba[42][28][43]

### Duesenburg
- Duesenburg H
- Duesenburg 125KM
- Duesenburg 300KM V

### Duthiel-Chambers
- Duthiel-Chambers 25KM O-2
- Duthiel-Chambers 50KM O-4
- Duthiel-Chambers 73KM O-6
- Duthiel-Chambers 76KM O-4
- Duthiel-Chambers 38KM OP-2
- Duthiel-Chambers 56KM OP-3
- Duthiel-Chambers 75KM OP-4
- Duthiel-Chambers 97KM OP-3

### Dux
- Dux Hypocycle

### Dyna-Cam
- Dyna-Cam

## E

### Easton
- Easton 50KM V-8
- Easton 75KM V-8

### ECi
(Engine Components Inc.)
- ECi O-320
- ECi OX-320
- ECi IOX-320

### Electravia
- Electravia 18kW

### Elektromechanische Werke
- Elektromechanische Werke Taifun rakatenmotor
- Elektromechanische Werke Wasserfall rakatenmotor

### Elizalde SA
- Elizalde A
- Elizalde Dragon
  - Elizalde D IX B.
  - Elizalde D IX M.R.
  - Elizalde D IX C.R.
- Elizalde Super Dragon
  - Elizalde S.D.M
  - Elizalde S.D.M.R.
  - Elizalde S.D.C
  - Elizalde S.D.C.R.
- Elizalde Sirio
- Elizalde Tigre IV

### EMG
(EMG Engineering Company / Eugene M. Gluhareff)
- Gluhareff G8-2-20[17][42][44]
- Gluhareff G8-2-80<
- Gluhareff G8-2-130
- Gluhareff G8-2-250

### Engine Alliance
- Engine Alliance GP7200

### Engineered Propulsion Systems
(Engineered Propulsion Systems)
- Engineered Propulsion Systems Graflight V-8

### Engineering Division
- Engineering Division W-1
  - Engineering Division W-1A-18
  - Engineering Division W-2779
- Engineering Division W-2

### ENMA
(Empresea Nacional de motores de Aviacion S.A.)
- ENMA Alcion
- ENMA Beta
- ENMA Flecha
- ENMA Sirio
- ENMA Tigre
- ENMA B-4 Beta
- ENMA B-42 Beta
- ENMA A-1 Alcion
- ENMA F-IV Flecha
- ENMA G-IV-A5 Tigre
- ENMA G-IV-B5 Tigre
- ENMA Flecha F.1
- ENMA Sirio S2
- ENMA Sirio S3
- ENMA S-VII Sirio
- ENMA 4.(2L)-00-93
- ENMA 4.(L)-00-125
- ENMA 4.(L)-00-150
- ENMA 7.E-CR.15-275
- ENMA 7.E-C20-500
- ENMA 7.E-CR20-600
- ENMA 7.E-CR.15-275
- ENMA 7.E-CR.15-275
- ENMA 9.E-C.29-775

### E.N.V.
Source:Tagg
- E.N.V. Type A
- E.N.V. Type C
- E.N.V. Type D
- E.N.V. Type F
- E.N.V. Type FA
- E.N.V. Type H (O-4)
- E.N.V. Type T
- E.N.V. 40KM V-8
- E.N.V. 62KM V-8
- E.N.V. 60KM V-8
- E.N.V. 1914 100KM V-8
- E.N.V. 1909 25/30KM O-4
- E.N.V. 1910 30KM O-4

### Eurojet
- Eurojet EJ200

### Europrop
- [[Europrop TP400]

## F

### F&S
- F&S K 8 B

### Fairchild
(Fairchild Engine & Airplane Corporation)
- Fairchild Caminez 4-valjni[46]
- Fairchild Caminez 8 valjni
- Fairchild J44
- Fairchild J63
- Fairchild J83
- Fairchild T46

### Fairdiesel
- Fairdiesel barrel engine

### Fairey
- Fairey Felix
- Fairey P.12 Prince I and II
- Fairey P.16 Prince 3
- Fairey P.24 Monarch

### Falconer
(Ryan Falconer Racing Engines)
- Falconer V-12

### Farcot
- Farcot 64 KM 8-valjni zvezdasti motorl

### Farina
(S.A. Stabilimenti Farina)
- Farina Algol
- Farina Aligoth
- Farina T.58

### Farman
Vir:Liron
- Farman 7E
- Farman 7Ea
- Farman 7Ear
- Farman 7Ears
- Farman 7Ed
- Farman 7Edrs
- Farman 8V
- Farman 8Va
- Farman 8Vi
- Farman 9E
- Farman 9Ea
- Farman 9Ears
- Farman 9Eb
- Farman 9Ebr
- Farman 9Ecr
- Farman 9Fbr
- Farman 12B
- Farman 12Bfs
- Farman 12Brs
- Farman 12C
- Farman 12Crs
- Farman 12Crvi
- Farman 12D
- Farman 12Drs
- Farman 12G
- Farman 12Goi
- Farman 12Gvi
- Farman 12V
- Farman 12Va
- Farman 12Wa
- Farman 12Wb
- Farman 12Wc
- Farman 12Wd
- Farman 12We
- Farman 12Wh
- Farman 12Wiars
- Farman 12Wirs
- Farman 12Wkrs
- Farman 12Wkrsc
- Farman 12Wl
- Farman 18T
- Farman 18Wa
- Farman 18Wd
- Farman 18We
- Farman 18Wi
- Farman 18Wirs

### Fedden
(Roy Fedden Ltd.)
- Fedden Cotswold

### Fiat
Data from:Italian Civil & Military Aircraft 1930–1945
- Fiat twin Airship engine
- Fiat V-8
- Fiat SA8/75
- Fiat S.55
- Fiat A.10
- Fiat A.12
- Fiat A.14
- Fiat A.15
- Fiat A.20
  - Fiat A.20 A.Q.
- Fiat A.22
  - Fiat A.22 R
  - Fiat A.22 T
- Fiat A.24
  - Fiat A.24 R
- Fiat A.25
- Fiat A.30
  - Fiat A.30 R.A.
  - Fiat A.30 R.A.bis
- Fiat A.33
  - Fiat A.33 R.C.35
- Fiat A.50
  - Fiat A.50 S
- Fiat A.53
- Fiat A.54
- Fiat A.55
- Fiat A.58
- Fiat A.59
  - Fiat A.59 R
  - Fiat A.59 R.C.
- Fiat A.60
- Fiat A.70
  - Fiat A.70 S
- Fiat A.74
  - Fiat A.74 R.C.38
  - Fiat A.74 R.I.C.38
  - Fiat A.74 R.C.42
- Fiat A.76
  - Fiat A.76 R.C.40
- Fiat A.78
- Fiat A.80
  - Fiat A.80 R.C.20
  - Fiat A.80 R.C.41
- Fiat A.82
  - Fiat A.82 R.C.42S
- Fiat A.83
  - Fiat A.83 R.C.24/52
- Fiat AS.2 Schneider Trophy 1926
- Fiat AS.3
- Fiat AS.5 Schneider Trophy 1929
- Fiat AS.6 Schneider Trophy 1931
- Fiat AS.8
- Fiat RA.1000
- Fiat RA.1050 R.C.58 Tifone
- Fiat ANA Diesel –
- Fiat AN.1 Diesel
- Fiat AN.2 Diesel
- Fiat 4002
- Fiat 4004
- Fiat 4023
- Fiat 4024
- Fiat 4032
- Fiat 4301
- Fiat 4700

### Firewall Forward Aero Engines
- Firewall Forward CAM 100
- Firewall Forward CAM 125

### Flader
Source:Geen and Cross
- Flader J55 Type 124 Lieutenant
- Flader T33 Type 125? Brigadier

### Fletcher
- Fletcher 5KM
- Fletcher 9KM
- Fletcher Empress 50 KM krožni

### FNM
(Fábrica Nacional de Motores)
- FNM R-760
- FNM R-975

### Ford
- Ford A-E
- Ford PJ31 Pulsejet
- Ford V-1650 V-12

### Franklin Engine Company
- Franklin 2A4-45
- Franklin 2A4-49
- Franklin 2A-110
- Franklin 2A-120
- Franklin 2AL-112
- Franklin 4A-225
- Franklin 4A-235
- Franklin 4A4-100
- Franklin 4A4-75
- Franklin 4A4-85
- Franklin 4A4-95
- Franklin 4AC-150
- Franklin 4AC-171
- Franklin 4AC-176
- Franklin 4AC-199
- Franklin 4AC
- Franklin 4ACG-176
- Franklin 4ACG-199
- Franklin 4AL-225
- Franklin 6A-335
- Franklin 6A-350
- Franklin 6A3
- Franklin 6A4
- Franklin 6A4-125
- Franklin 6A4-130
- Franklin 6A4-135
- Franklin 6A4-140
- Franklin 6A4-145
- Franklin 6A4-150
- Franklin 6A4-165
- Franklin 6A4-200
- Franklin 6A8-215
- Franklin 6A8-225-B8
- Franklin 6AC-264
- Franklin 6AC-298
- Franklin 6AC-403
- Franklin 6ACG-264
- Franklin 6ACG-298
- Franklin 6ACGA-403
- Franklin 6ACGSA-403
- Franklin 6ACSA-403
- Franklin 6ACT-298
- Franklin 6ACTS-298
- Franklin 6ACV-245
- Franklin 6ACV-298
- Franklin 6ACV-403
- Franklin 6AG-335
- Franklin 6AG4-185
- Franklin 6AG6-245
- Franklin 6AGS-335
- Franklin 6AGS6-245
- Franklin 6AL-315
- Franklin 6AL-335
- Franklin 6AL-500
- Franklin 6ALG-315
- Franklin 6ALV-335
- Franklin 6AS-335
- Franklin 6AS-350
- Franklin 6V-335-A
- Franklin 6V-335-A1A
- Franklin 6V-335-A1B
- Franklin 6V-335-B
- Franklin 6V-335
- Franklin 6V-350
- Franklin 6V4
- Franklin 6V4-165
- Franklin 6V4-178
- Franklin 6V4-200
- Franklin 6V4-335
- Franklin 6V6-245-B16F
- Franklin 6V6-245
- Franklin 6V6-300-D16FT
- Franklin 6V6-300
- Franklin 6VS-335
- Franklin 8AC-398
- Franklin 8ACG-398
- Franklin 8ACG-538
- Franklin 8ACGSA-538
- Franklin 8ACSA-538
- Franklin 12AC-596
- Franklin 12AC-806
- Franklin 12ACG-596
- Franklin 12ACG-806
- Franklin 12ACGSA-806
- Franklin O-150
- Franklin O-170
- Franklin O-175
- Franklin O-180 (Franklin 4AC-176-F3)
- Franklin O-200
- Franklin O-300
- Franklin O-335
- Franklin O-405-5
  - Franklin XO-405-1
  - Franklin XO-405-7
- Franklin O-405
- Franklin O-425-13
- Franklin O-425-2
- Franklin O-425-9
- Franklin O-425
- Franklin O-540
- Franklin O-595
- Franklin O-805
  - Franklin XO-805-1
  - Franklin XO-805-3
  - Franklin XO-805-312
- Franklin Sport 4

### Fuji
(Fuji Jukogyo Kabushiki Kaisha - Fuji heavy industries Co. Ltd.)
- Fuji JO-1

### Fuscaldo
- Fuscaldo 90KM[50]

### Funk
(Akron Aircraft Company / Funk Aircraft Company)
- Funk Model E

## G

### Garrett
(Garrett AiResearch)
- AiResearch GTC 85
- AiResearch GTP 30
- AiResearch GTP 70
- AiResearch GTP 331
- AiResearch GTP series
- AiResearch GTG series
- AiResearch GTU series
- AiResearch GTCP 36
- AiResearch GTCP 85
- AiResearch GTCP 105
- AiResearch TPE-331
- AiResearch TSE-231
- AiResearch ETJ-131
- AiResearch ETJ-331
- AiResearch TJE-341
- AiResearch 600
- AiResearch 700
- Garrett ATF3
- Garrett TFE1042
- Garrett TFE1088
- Garrett TFE76
- Garrett TFE731
- Garrett TSE331
- Garrett TPE331
- Garrett TPF351
- Garrett T76
- Garrett F104
- Garrett F109
- Garrett F124
- Garrett F125
- Garrett JFS 100-13A[51]

### Garuff
- Garuff A – dizel

### GE Honda Aero Engines
- GE Honda HF120

### General Aircraft Ltd.
- General Aircraft Monarch V-4
- General Aircraft Monarch V-6

### General Electric
- General Electric 7E
- General Electric CF6
- General Electric CF34
- General Electric CF700
- General Electric CFE738
- General Electric CJ610
- General Electric CJ805
- General Electric CT7
- General Electric CT58
- General Electric CTF39
- General Electric GE1
- General Electric GE4
- General Electric GE1/10
- General Electric GE15
- General Electric GE27
- General Electric GE36 (UDF)
- General Electric GE37
- General Electric GE38
- General Electric GE90
- General Electric GEnx
- General Electric H75
- General Electric H80
- General Electric H85
- General Electric I-A
- General Electric I-16
- General Electric I-20
- General Electric/Allison I-40
- General Electric TG-100
- General Electric TG-110
- General Electric/Allison TG-180
- General Electric TG-190
- General Electric X39
- General Electric X211
- General Electric X24A
- General Electric X84
- General Electric F101
- General Electric F103
- General Electric F108
- General Electric F110
- General Electric F118
- General Electric F120
- General Electric F127
- General Electric F128
- General Electric F136
- General Electric F138
- General Electric F400
- General Electric F404
- General Electric T407
- General Electric F412
- General Electric F414
- General Electric F700
- General Electric J31
- General Electric J33
- General Electric J35
- General Electric J39
- General Electric J47
- General Electric J53
- General Electric J73
- General Electric J77
- General Electric J79
- General Electric J85
- General Electric J87
- General Electric J93
- General Electric J101 (GE15)
- General Electric JT12A
- General Electric T31
- General Electric T41
- General Electric T58
- General Electric T407
- General Electric T408
- General Electric T700 (GE12)
- General Electric T708
- General Electric TF31
- General Electric TF34
- General Electric TF35
- General Electric TF37

- General1 Electric TF37

### General Electric/Rolls-Royce
- General Electric/Rolls-Royce F136

### General Motors Research
- General Motors Research X-250

### General Ordnance
- General Ordnance 200KM V-8

### Giannini
- Giannini PJ33 Pulsejet
- Giannini PJ35 Pulsejet
- Giannini PJ37 Pulsejet
- Giannini PJ39 Pulsejet

### Glučenkov
- Glučenkov TVD-10
- Glučenkov TVD-20
- Glučenkov GTD-3

### Gnome et Rhône
- Gnome 1906 25KM krožni
- Gnome 34KM 5-valjni krožni
- Gnome 123KM 14-valjni krožni
- Gnome 1907 50KM
- Gnome 7 Gamma
- Gnome 14 Gamma-Gamma
- Gnome 9 Delta
- Gnome 7 Lambda
- Gnome 14 Lambda-Lambda
- Gnome 7 Sigma
- Gnome 7 Omega
- Gnome 14 Omega-Omega
- Gnome Monosoupape 7 Type A
- Gnome Monosoupape 9 Type B-2
- Gnome Monosoupape 9 Type N
- Gnome-Rhône 5B
- Gnome-Rhône 5K Titan
- Gnome-Rhône 7K Titan Major
- Gnome-Rhône 9A Jupiter
- Gnome-Rhône 9K Mistral
- Gnome-Rhône 14K Mistral Major
- Gnome-Rhône 14M Mars
- Gnome-Rhône 14N
- Gnome-Rhône 14P
- Gnome-Rhône 14R
- Gnome-Rhône 18L
- Gnome-Rhône 18R
- Gnome-Rhône 28T[25]

### Gobron-Brillié
- Gobron-Brillié 54KM V-8
- Gobron-Brillié 102KM V-8

### Goebel
- Goebel Goe II 7-valjni 110 KM krožni
- Goebel Goe III (9) 9-valjni 170 KM krožni
- Goebel Goe III (11) 11-valjni 180 KM krožni
- Goebel Goe IIIa (11) 11-valjni 170 KM krožni
- Goebel 2-valjni. 20/25KM

### Green
- Green 82KM V-8
- Green C.4
- Green D.4
- Green E.6
- Green 260-275KM V-12 1914
- Green 300KM V-12
- Green 450KM W-18 1914

### Grégoire
- Grégoire 26KM 4-valjni vrstni
- Grégoire 51KM 4-valjni vrstni

### Grizodubov
(S.V. Grizodubov)
- Grizodubov 1910 40KM 4-cvaljni

### Guiberson
(Guiberson Diesel Engine Company)
- Guiberson A-918
- Guiberson A-980 – 210 KM
- Guiberson A-1020 – 340 KM
- Guiberson T-1020 250 bKM

### Guizhou
- Guizhou WP-13

### Gyro
( Gyro Motor Company, 774 Girard Street, NW, Washington DC)
- Gyro Model K "Duplex (Circa 1914)
- Gyro Model L "Duplex (Circa 1914)

## H

### Haacke
(Haacke Flugmotoren)
- Haacke HFM 2 - 25/28 KM
- Haacke HFM 2a -35 KM
- Haacke HFM 3 - 40 KM
- Haacke 60KM 5-valjni zvezdasti
- Haacke 90KM 7-valjni zvezdasti
- Haacke 120KM 10-valjni zvezdasti

### HAL
(Hindustan Aeronautics Limited)
- HAL PTAE-7

### Hall-Scott
- Hall-Scott 60 KM
- Hall-Scott A-1[53]
- Hall-Scott A-2
- Hall-Scott A-3
- Hall-Scott A-4
- Hall-Scott A-5
- Hall-Scott A-5a
- Hall-Scott A-7
- Hall-Scott A-7a
- Hall-Scott A-8
- Hall-Scott L-4
- Hall-Scott L-6

### Hamilton Sundstrand
- Sundstrand T100

### Harkness
(Donald (Don) Harkness, built by Harkness & Hillier Ltd)
- Harkness Hornet

### Hart
- Hart 150KM

### Hartland
- Hartland 125KM

### Hatsukaze
- Hatsukaze HA-11

### Heath
- Heath 25KM
- Heath 4-B
- Heath 4-C
- Heath B-4
- Heath B-12
- Heath C-2
- Heath C-3
- Heath C-6

### Heath-Henderson
- Heath-Henderson B-4

### Heinkel
(Heinkel-Hirth Motorenwerke)
- Heinkel HeS 1
- Heinkel HeS 2
- Heinkel HeS 3
- Heinkel HeS 6
- Heinkel HeS 8
- Heinkel HeS 9
- Heinkel HeS 10
- Heinkel HeS 11
- Heinkel HeS 30
- Heinkel HeS 35
- Heinkel HeS 36
- Heinkel HeS 40
- Heinkel HeS 50d
- Heinkel HeS 50z
- Heinkel HeS 053
- Heinkel 109-001
- Heinkel 109-006
- Heinkel 109-011
- Heinkel 109-021

### Helwan
- Helwan E-300

### Hendee(Indian (motorcycle))
- Hendee Indian 65KM
- Hendee Indian 50KM

### Herman
- Herman 45KM
- Herman 70KM

### Hermes Engine Company
- Hermes Cirrus

### Hewland
- Hewland AE75

### Hexadyne
- Hexadyne P-60
- Hexadyne O-49

### Hiero
- Hiero 6
- Hiero E
- Hiero 85KM[54]
- Hiero 145KM
- Hiero 200KM
- Hiero 8 200 KM

### Hiller
- Hiller 1910
- Hiller 30KM
- Hiller 60KM
- Hiller 90KM

### Hiller Aircraft
- Hiller 8RJ2B – ramjet

### Hindustan Aeronautics Limited/HAL
(Hindustan Aircraft Limited / Hindustan Aeronautics / HAL)
- HAL P.E.90H
- HAL HJE-2500
- GTRE GTX-35VS Kaveri
- HAL/Turbomeca Shakti
- PTAE-7
- GTSU-110

### Hiro
- Hiro Type 14 500KM vodno hlajeni W-12[55]
- Hiro Type 61
- Hiro Type 90 600 KM
- Hiro Type 91 500 KM
- Hiro Type 94 1180 KM

### Hirth
(Heinkel-Hirth Motoren G.m.b.H.)
{{columns-list|3|
- Hirth HM 4
- Hirth HM 8
- Hirth HM 60
- Hirth HM 150
- Hirth HM 500
- Hirth HM 501
- Hirth HM 504
- Hirth HM 506
- Hirth HM 508
- Hirth HM 512
- Hirth HM 515
- Hirth F-10
- Hirth F-23[56]
- Hirth F-30
- Hirth F-33
- Hirth F-36
- Hirth F-102 – 2-valjni dvotakni 26 KM[convert: neznana enota]
- [[Hirth F-263]
- Hith O-280
- Hith O-280R
- Hirth 2702
- Hirth 2703
- Hirth 2704
- Hirth 2706
- Hirth 3202
- Hirth 3203
- Hirth 3502
- Hirth 3503
- Hirth 3701
- Heinkel HeS 1 – prvi operativni reaktivni motor
- Heinkel HeS 3 – prvi leteči reaktivni motor
- Heinkel-Hirth HeS 30
- Heinkel-Hirth HeS 40
- Heinkel-Hirth HeS 50
- Heinkel-Hirth HeS 60
- Heinkel-Hirth HeS 011

}}

### Hispano-Suiza
(Société Française Hispano-Suiza)
{{columns-list|3|
- Hispano-Suiza 5Q
- Hispano-Suiza 6M[57]
  - Hispano-Suiza 6Mb
  - Hispano-Suiza 6Mbr
- Hispano-Suiza 6P
  - Hispano-Suiza 6Pa
- Hispano-Suiza 8A
- Hispano-Suiza 8B
- Hispano-Suiza 8F
- Hispano-Suiza 9Q
- Hispano-Suiza 9T dizelski zvezdasti
- Hispano-Suiza 9V
- Hispano-Suiza 12B (1945)
- Hispano-Suiza 12G (W-12)
  - Hispano-Suiza 12Ga (W-12)
  - Hispano-Suiza 12Gb (W-12)
- Hispano-Suiza 12H
  - Hispano-Suiza 12Ha
  - Hispano-Suiza 12Hb
  - [[Hispano-Suiza 12Hbr]
- Hispano-Suiza 12J
  - Hispano-Suiza 12Ja
  - Hispano-Suiza 12Jb
- Hispano-Suiza 12K
  - Hispano-Suiza 12Kbrs
- Hispano-Suiza 12L
  - Hispano-Suiza 12Lb
  - Hispano-Suiza 12Lbr
  - Hispano-Suiza 12Lbrx
- Hispano-Suiza 12M
- Hispano-Suiza 12N
- Hispano-Suiza 12X
- Hispano-Suiza 12Y
- Hispano-Suiza 12Z
- Hispano-Suiza 14AA zvezdasti
  - Hispano-Suiza 14Hbs
  - Hispano-Suiza 14Hbrs 600KM zvezdasti
- Hispano-Suiza 14U dizelski zvezdasti
- Hispano Suiza 18R
- Hispano-Suiza 18S
- Hispano-Suiza 24Z
- Latécoère-(Hispano-Suiza) 36Y
- Hispano-Suiza 48H
- Hispano-Suiza 48Z
- Hispano-Suiza Tay
- Hispano-Suiza Verdon
- Hispano-Suiza R.300[58]
- Hispano-Suiza R.800[58]
- Hispano-Suiza J-5 Whirlwind
- Hispano-Suiza Type 35
- Hispano-Suiza Type 41
- Wright-Hisso A
- Wright-Hisso E
- Wright-Hisso E-2
- Wright-Hisso E-3
- Wright-Hisso E-4
- Wright-Hisso H
- Wright-Hisso H-3
- Wright-Hisso I
- Hispano-Suiza Type 31
- Hispano-Suiza Type 34
- Hispano-Suiza Type 35
- Hispano-Suiza Type 36
- Hispano-Suiza Type 38
- Hispano-Suiza Type 39
- Hispano-Suiza Type 40
- Hispano-Suiza Type 41
- Hispano-Suiza Type 42
- Hispano-Suiza Type 42VS
- Hispano-Suiza Type 43
- Hispano-Suiza Type 44
- Hispano-Suiza Type 45
- Hispano-Suiza Type 50
- Hispano-Suiza Type 51
- Hispano-Suiza Type 52
- Hispano-Suiza Type 57
- Hispano-Suiza Type 61
- Hispano-Suiza Type 72
- Hispano-Suiza Type 73
- Hispano-Suiza Type 76
- Hispano-Suiza Type 77
- Hispano-Suiza Type 79
- Hispano-Suiza Type 80[59]
- Hispano-Suiza Type 89

}}

### Hitachi
- Hitachi Ha-12
- Hitachi Ha-13
- Hitachi Ha-42
- Hitachi Ha-47
- Hitachi GK2
- Hitachi GK4
- Hitachi GK2 Amakaze
- Hitachi Kamikaze<
- Hitachi Hatsukaze
- Hitachi Tempu

### HKS
- HKS 700E
- HKS 700T

### Hodge
- Hodge 320KM

### Hofer
- Hofer 10-12KM

### Holbrook
- Holbrook 35KM
- Holbrook 50KM

### Honeywell
- Honeywell ALF502
- Honeywell HTF7000
- Honeywell LF507
- Honeywell LTS101
- Honeywell TPE-331
- Honeywell TFE731

### Hopkins & de Kilduchevsky
- Hopkins & de Kilduchevsky 30-40KM
- Hopkins & de Kilduchevsky 60-80KM

### Hudson
- Hudson 100KM

### HuoSai
(HuoSai - Piston engine)
- HuoSai HS-5
- HuoSai HS-6
- HuoSai HS-7
- HuoSai HS-8

### Hurricane
- Hurricane C-450

## I

### IAE
(International Aero Engines)
- IAE V2500
- IAE V2500 SuperFan

### I.Ae.
(Instituto Aerotécnico)
- I.Ae. 16 El Gaucho[60]
- I.Ae. 19R El Indio[12][60]
- IA IAO-1600-RX/1[12]

### IAME
(Ital-American Motor Engineering)
- KFM 104
- KFM 105
- KFM 107
- KFM 112M

### IAR
(Industria Aeronautică Română)
- I.A.R. 7KI20
- I.A.R. 9KIc40
- I.A.R. 14KI40
- I.A.R. 14KIIc32
- I.A.R. 14KIId32

### icp
(ICP srl)
- ICP M09

### IHI
(Ishikawajima-Harima Jukogyo Kabushiki Kaisha – Ishikawajima-Harima Heavy Industries Co. Ltd. / Ishikawajima Aircraft Company Limited / IHI)
- Ishikawajima Tsu-11[61] thermojet
- Ishikawajima TR-10
- Ishikawajima TR-12
- Ishikawajima Ne-20
- Ishikawajima Ne-20-kai
- Ishikawajima Ne-30
- Ishikawajima Ne-330
- IHI JR100[62]
- IHI JR200
- IHI JR220
- IHI XJ11
- Ishikawajima-Harima F3
- IHI Corporation F5
- IHI Corporation F7
- Ishikawajima-Harima J3
- Ishikawajima-Harima XF5

### IL
(Instytut Lotnictwa – Aviation Institute)
- IL SO-1
- IL SO-3
- IL K-15

### ILO
- ILO F 12/400

### Imaer
- Imaer T2000 M1

### Imperial
(Imperial Airplane Society)
- Imperial 35-70KM
- Imperial 100KM

### IAR
(Industria Aeronautică Română)
- IAR LD450
- IAR 4GI
- IAR 6G1
- IAR 7K
- IAR 9K
- IAR K14
- IAR DB605

### In-Tech
(In-Tech International Inc.)
- In-Tech Merlyn

### Innodyn
(Innodyn L.L.C.)
- Innodyn TAE165
- Innodyn TAE185
- Innodyn TAE205
- [[Innodyn TAE255]
- Innodyn 165 TE
- Innodyn 185 TE
- Innodyn 205 TE
- Innodyn 255 TE

### International
- International 21.5KM 4-valjni krožni
- International 66KM 6-valjni krožni

### Irwin
- Irwin 79 (aka X)

### Isaacson
(Isaacson Engine (Motor Supply Co.) / R.J. Isaacson)
- Isaacson 45KM
- Isaacson 50KM
- Isaacson 60KM

### Isotov
- Isotov GTD-350
- Isotov TV-2-117
- Isotov TV-3-117
- Isotov TVD-850

### Isotta Fraschini
- Isotta Fraschini A.120 R.C.40
- Isotta Fraschin L.121 R.C.40
- Isotta Fraschini L.170
- Isotta Fraschini L.180 I.R.C.C.15/40
- Isotta Fraschini L.180 I.R.C.C.45
- Isotta Fraschini Asso 80
- Isotta Fraschini Asso 120 R.C.40
- Isotta Fraschini Asso 200
- Isotta Fraschini Asso 250 p
- Isotta Fraschini Asso 500
- Isotta Fraschini Asso 500 AQ
- Isotta Fraschini Asso 750
  - Isotta Fraschini Asso 750 R
  - Isotta Fraschini Asso 750 R.C.
  - Isotta Fraschini Asso 750 R.C.35
- Isotta Fraschini Asso IX
  - Isotta Fraschini Asso IX R.C.45
- Isotta Fraschini Asso 1000
- Isotta Fraschini Asso Caccia
- Isotta Fraschini Asso XI
- Isotta Fraschini Asso (racing)
- Isotta Fraschini Beta
  - Isotta Fraschini Beta R.C.10
- Isotta Fraschini Gamma
  - Isotta Fraschini Gamma R.C.15I
  - Isotta Fraschini Gamma R.C.35IS
- Isotta Fraschini Delta
- Isotta Fraschini Zeta
  - Isotta Fraschini Zeta R.C.25/60
  - Isotta Fraschini Zeta R.C.35
  - Isotta Fraschini Zeta R.C.42
- Isotta Fraschini Astro 7 C.21
- Isotta Fraschini Astro 7 C.40
- Isotta Fraschini Astro 14 C.40
- Isotta Fraschini Astro 14 R.C.40
- Isotta Fraschini V.4
- Isotta Fraschini V.5
- Isotta Fraschini V.6
- Isotta Fraschini 245KM
- Isotta Fraschini K.14
- Isotta Fraschini 80T

### Ivčenko
- Ivčenko AI-4
- [[Ivčenko AI-10]
- Ivčenko AI-14
- Ivčenko AI-20
- Ivčenko AI-24>
- Ivčenko AI-25
- Ivčenko AI-26
- Progress D-27

### IWL
(Industriewerke Ludwigsfelde )
- IWL Pirna 014

## J

### Jabiru
- Jabiru 1600
- Jabiru 2200
- Jabiru 3300

### Jacobs
- Jacobs 35 KM
- Jacobs B-1
- Jacobs L-3
- Jacobs L-4
- Jacobs L-5
- Jacobs L-6
- Jacobs LA-1
- Jacobs LA-2
- Jacobs O-200
- Jacobs O-240
- Jacobs O-360
- Jacobs R-755
- Jacobs R-830
- Jacobs R-915

### Jalbert-Loire
- Jalbert-Loire 4-valjni. 160 KM
- Jalbert-Loire 6-valjni 235 KM
- Jalbert-Loire 16-H

### Jameson
(Jameson Aero Engines Ltd.)
- Jameson FF-1

### Janowski
(Jaroslaw Janowski)
- Janowski Saturn 500

### J.A.P.
(John Alfred Prestwich)
- J.A.P. 1909 9KM 2-valjni
- J.A.P. 1909 20KM 4-valjni
- J.A.P. 38KM V-8
- J.A.P. 45KM V-8
- J.A.P. 1910 40KM V-8
- J.A.P. 8-valjni
- Aeronca-J.A.P. J-99

### Japanese rockets and Pulse-jets
- Type4 I-Go Model-20
- Tokuro-1 Type 2

### Javelin
- Javelin V6 STOL

### Jendrassik
- Jendrassik Cs-1

### J.E.T
(James Engineering Turbines Ltd)
- J.E.T Cobra[63]

### JetBeetle
- JetBeetle Tarantula H90
- JetBeetle Locust H150R
- JetBeetle Mantis H250

### Jetcat
- Jetcat P160[64]
- Jetcat P200[65]

### Johnson
- Johnson Aero 75KM
- Johnson Aero 100KM
- Johnson Aero 150KM

### JPX
- JPX 4TX75
- JPX D160
- JPX PUL 212
- JPX PUL 425
- JPX D-320

### Junkers
(Junkers Flugzeug und Motorenwerke / Junkers Motorenbau [Jumo])
Vir:Kay
- Jumo 4
- Jumo 5
- Junkers L1
- Junkers L2
- Junkers L3
- Junkers L4
- Junkers L5
- Junkers L5G
- Junkers L55
- Junkers L7
- Junkers L8
- Junkers L88
- Junkers L10
- Junkers Jumo 204
- Junkers Jumo 205
- Junkers Jumo 206
- Junkers Jumo 207
- Junkers Jumo 208
- Junkers Jumo 209
- Junkers Jumo 210
- Junkers Jumo 211
- Junkers Jumo 213
- Junkers Jumo 218
- Junkers Jumo 222
- Junkers Jumo 223
- Junkers Jumo 224
- Junkers Jumo 225
- Junkers Jumo 109-004
- Junkers Jumo 109-006 (Junkers/Heinkel 109-006)
- Junkers Jumo 109-012
- Junkers Jumo 109-022
- Junkers Mo3
- Junkers Fo2
- Junkers Fo3
- Junkers Fo4
- Junkers SL1

## K

### Kalep
(Fyodor Grigorjevič Kalep)
- Kalep-60
- Kalep-80
- Kalep-100

### Kawasaki
- Kawasaki Ha9 –
- Kawasaki Ha40
- Kawasaki Ha-60
- Kawasaki Ha140
- Kawasaki Ha201
- [[Kawasaki KAE-240]
- Kawasaki 440
- Kawasaki KJ12

### Kemp
(aka Grey Eagle )
- Kemp D-4
- Kemp E-6
- Kemp G-2
- Kemp H-6
- Kemp I-4
- Kemp O-101
- Kemp J-8
- Kemp-Henderson 27KM

### Ken Royce
- Ken-Royce 5E
- Ken-Royce 5G
- Ken-Royce 7G

### Kessler
- Kessler 200KM
- Kessler 6C-400

### KFM
(KFM (Komet Flight Motor) Aircraft Motors Division of Italian American Motor Engineering)
- KFM 107
- KFM 112M

### Kiekhaefer
- Kiekhaefer O-45
- Kiekhaefer V-105

### Kimball
- Kimball Beetle K
- Kimball Gnat M

### King
- King 550KM

### King-Bugatti
- King-Bugatti U-16

### Kinner
- Kinner 60 KM
- Kinner B-5
- Kinner B-54
- Kinner C-5
- Kinner C-7[67]
- Kinner SC-7
- Kinner K-5
- Kinner O-550
- Kinner O-552
- Kinner R-5
- Kinner R-53
- Kinner R-55
- Kinner R-56
- Kinner R-440
- Kinner R-540
- Kinner R-720
- Kinner R-1045-2

### Kirkham
- Kirkham 75-85KM
- Kirkham 110KM
- Kirkham 180KM 9-valjni zvezdasti
- Kirkham B-4
- Kirkham B-6
- Kirkham B-12
- Kirkham BG-6
- Kirkham C-4
- Kirkham K-12

### Klimov
- Klimov M-100
- Klimov M-103
- Klimov M-105
- Klimov VK-106
- Klimov VK-107
- Klimov VK-108
- Klimov VK-109
- Klimov M-120
- Klimov RD-33
- Klimov RD-45
- Klimov RD-500[68]
- Klimov VK-1
- Klimov VK-2
- Klimov VK-3
- Klimov VK-5
- Klimov VK-2500
- Klimov VK-800
- Klimov TV2-117
- Klimov TV3-117
- Klimov TV7-117

### KHD
(Deutz and Humboldt-Deutz)
- Klöckner-Humboldt-Deutz DZ 700
- Klöckner-Humboldt-Deutz DZ 710
- Klöckner-Humboldt-Deutz DZ 720
- KHD T117
- KHD T317

### Knox
- Knox 300KM
- Knox H-106
- Knox R-266

### Kolesov
- Kolesov RD-36-51
- Kolesov VD-7

### König
- König SC 430
- König SD 570

### Konrad
(Oberbayische Forschungsanhalt Dr. Konrad)
- Konrad 109-613
- Konrad Enzian IV rakatenmotor
- Konrad Enzian V rakatenmotor
- Konrad Rheintochter R 3 rakatenmotor

### Körting
- Körting Kg IV V-8
- Körting 8 SL

### Kostovič
(O.S. Kostovich)

### Krautter
(Dipl. Ing. Willi Krautter)
- Krautter-Leichtflugmotor

### Kroeber
(Doktor Kroeber & Sohn G.m.b.H.)
- Kroeber M4

### Kuznecov
- Kuznecov NK-2
- Kuznecov NK-4
- Kuznecov NK-6
- Kuznecov NK-8
- Kuznecov NK-12
- Kuznecov NK-32
- Kuznecov NK-86
- Kuznecov NK-144
- Kuznecov TV-2
- Kuznecov 2TV-2F

## L

### L'Aisle Volante
- L'Aisle Volante C.C.4

### Lambert Engine Division
(Monocoupe Corporation – Lambert Engine Division)
- Lambert R-266

### Lancia
(Lancia & Company.)
- Lancia Type 4[69]
- Lancia Type 4

### Lange
- Lange EA 42

### Lawrance
- Lawrance A
- Lawrance B 60 KM 3-valjni
- Lawrance C-2
- Lawrance J-1
- Lawrance J-2
- Lawrance L-2
- Lawrance L-3
- Lawrance L-4
- Lawrance L-5
- Lawrance L-64
- Lawrance N
- Lawrance N-2
- Lawrance R
- Lawrance R-1
- Lawrance-Moulton A
- Lawrance-Moulton B

### Lawrence Radiation Laboratory
- Tory IIA (Project Pluto)
- Tory IIC (Project Pluto)

### Le Rhône
(Société des Moteurs Le Rhône)
- Le Rhône 7
- Le Rhône 7A
- Le Rhône 7B
- Le Rhône 7B2
- Le Rhône 9C
- Le Rhône 9J
- Le Rhône 9R
- Le Rhône 9Z
- Le Rhône 11F
- Le Rhône 14D[70]
- Le Rhône 18E (1912)
- Le Rhône 18E (1917)
- Le Rhône 28E
- Le Rhône K
- Le Rhône L
- Le Rhône M
- Le Rhône P
- Le Rhône R

### LeBlond
- LeBlond B-4
- LeBlond B-8
- LeBlond 60-5D
- LeBlond 70-5DE
- LeBlond 75-5
- LeBlond 80-5
- LeBlond 85-5DF
- LeBlond 70-5E
- LeBlond 80-5F
- LeBlond 85-5DF
- LeBlond 90-5F
- LeBlond 90-5G
- LeBlond 7D
- LeBlond 7DF
- LeBlond 90-7
- LeBlond 110-7[67]
- LeBlond 120-7

### Lee
- Lee 80KM

### Lefèrve
(F. Lefèrve)
- Lefèrve 2-cyl. 33KM

### Lenape
- Lenape AR-3
- Lenape LM-3 Papoose
- Lenape LM-5 Brave
- Lenape LM-7 Chief
- Lenape LM-125 Brave
- Lenape LM-365 Papoose
- Lenape LM-375 Papoose

### Lessner
- Lessner 1908 4-valjni za zračne ladje

### LFW
- LFW I
- LFW II
- LFW III

### LHTEC
- LHTEC T800

### Liberty
- Liberty L-4
- Liberty L-6
- Liberty L-8
- Liberty L-12

### Light
- Light Kitten 20
- Light Kitten 30
- Light Tiger 100
- Light Tiger 125
- Light Tiger Junior 50

### Lilloise
(Compagnie Lilloise de Moteurs S.A)

### Limbach
(Limbach Flugmotoren)
- Limbach L1700
- Limbach L2000
- Limbach L2000 DA
- Limbach L2000 E0
- Limbach L2000 EA
- Limbach L2000 EB
- Limbach L2000 EC
- Limbach L2400
- Limbach L275E

### Lincoln
- Rocket 29KM

### Lindequist
(Konsortiert Överingeniör Sven Lindequist's Uppfinninggar – Consortium Senior Engineer Sven Lindqvist Inventions)
- Lindewqiuist 1,000KM Stratospheric engine

### Les Long Long Harlequin
- Long Harlequin 933

### Lockheed
- Lockheed XJ37/L-1000

### LOM
(Letecke Opravny Malesice, Praha)
- LOM Praha M-337

### LPC
(Lockheed Propulsion Company)
- LPC Fang 1-KS-40
- LPC Sword 3.81-KS-4090
- LPC Meteor 33-KS-2800
- LPC Mercury 0.765-KS-53,600
- LPC Viper I-C 5.6-KS-5,400
- LPC Viper II-C 3.77-KS-8,040
- LPC Lance I-C 6.65-KS-38,800

### Lorraine-Dietrich
(Société Lorraine des Anciens Etablissements de Dietrich)
- Lorraine 3D
- Lorraine 5P
- Lorraine 6A
- Lorraine 6Ba
- Lorraine 8A – V-8
  - Lorraine 8Aa
  - Lorraine 8Ab
  - Lorraine 8Aby
- Lorraine 8B – V-8
  - Lorraine 8Ba
  - Lorraine 8Bb
  - Lorraine 8Bd
  - Lorraine 8Be
- Lorraine 9N Algol –
- Lorraine 12D – V-12
  - Lorraine 12Da
  - Lorraine 12Db
  - Lorraine 12Dc
- Lorraine 12 DOO 460 KM O-12[71]
- Lorraine 12E Courlis – W-12 450 KM
- Lorraine 12F Courlis – W-12 600 KM
- Lorraine 12H Pétrel – V-12
- Lorraine 12Q Eider
  - Lorraine 12Qo Eider
- Lorraine 12R Sterna – V-12 Type 111 700 KM
- Lorraine 12Rs Sterna – V-12 Type 111 700 KM
- Lorraine 12Rcr Radium – obratni V-12 2 000 KM
- Lorraine 14A Antarès – 14-valjni zvezdasti 500 KM
- Lorraine 14E – 14-valjni zvezdasti 470 KM[72]
- Lorraine 14L Antarès – 14-valjni zvezdasti  500 KM
- Lorraine 18F Sirius - Type 112
  - Lorraine 18F.0 Sirius
  - Lorraine 18F.00 Sirius
  - Lorraine 18F.100 Sirius
- Lorraine 18G Orion – W-18
  - Lorraine 18Ga Orion – W-18
  - Lorraine 18Gad Orion – W-18
- Lorraine 18K – W-18
  - Lorraine 18Ka
  - Lorraine 18Kd
  - Lorraine 18Kdrs
- Lorraine 24 – W-24 1000 KM
- Lorraine 24E Taurus – 1600 KM
- Lorraine P5
- Lorraine AM (moteur d’Aviation Militaire (A.M.))
- Lorraine Algol Junior – 230 KM
- Lorraine-Latécoère 8B
- Lorraine Diesel – 200 KM
- Lorraine DM-400

### Lotarev
(Vladimir Lotarev) (glej Ivčenko-Progress)
- Lotarev D-36<
- [[Lotarev D-136]
- Lotarev D-236-T

### Loughead Aircraft Mfg Co
- Loughead XL-1

### Lucas
(Lucas Aerospace)
- Lucas CT 3201

### Lycoming
(Division of Textron)
- Lycoming O-145
- Lycoming O-160
- Lycoming O-235
- Lycoming O-290
- Lycoming O-320
- Lycoming O-340
- Lycoming O-350
- Lycoming O-360
- Lycoming IO-390
- Lycoming O-435
- Lycoming O-480
- Lycoming O-530
- Lycoming O-540
- Lycoming O-541
- Lycoming IO-580
- Lycoming GSO-580
- Lycoming O-720
- Lycoming O-1230
- Lycoming R-500
- Lycoming R-530
- Lycoming R-645
- Lycoming R-680
- Lycoming H-2470
- Lycoming XR-7755
- Lycoming AGT1500
- Lycoming AL55
- Lycoming ALF101
- Lycoming ALF502
- Lycoming LF507
- Lycoming LTC1
- Lycoming LTC4
- Lycoming LTP101
- Lycoming LTS101
- Lycoming PLF1S
- Lycoming F102 (ALF502)
- Lycoming F106 (ALF502)
- Lycoming F408 (Teledyne CAE 382)
- Lycoming J402 (Teledyne CAE 370/372/373)
- Lycoming T702 (PLT27)
- Lycoming T53
- Lycoming T55
- Lycoming TF40

### Ljulka
- Ljulka TR-1
- Ljulka AL-5
- Ljulka AL-7
- Ljulka AL-21
- Ljulka AL-31
- Ljulka TS-31M[73]

## M

### M&D Flugzeugbau
- M&D Flugzeugbau TJ-42[74]

### MacClatchie
- MacClatchie X-2 Panther

### Macchi
- Macchi MB.2 – 3-valjni

### Macomber Avis Engine Co
(a.k.a. Macomber Rotary Engine Company)
- Macomber Avis 50-60KM

### M.A.N.
(Maschinenfabrik Augsburg-Nürnberg)
- MAN Mana V V-10

### MAN-Rolls-Royce
- MAN-Rolls-Royce RB.193
- MAN-Rolls-Royce RB.153
- MAN-Rolls-Royce RB.145
- MAN-Rolls-Royce 6012
- MAN-Rolls-Royce 6022

### Manfred Weiss
(Mannfred Weiss Flugzeug und Motorenfabrik)
- Manfred Weiss Soport 1
- Manfred Weiss Sp III

### Manly
- Manly 52.4KM

### Mantovani
- Mantovani Citroën 2CV

### Marchetti
- Marchetti A

### Marlin-Rockwell
- Marlin-Rockwell 72KM

### Marquardt Corporation
- Marquardt PJ40 Pulsejet
- Marquardt PJ46 Pulsejet
- Marquardt RJ30 Ramjet
- Marquardt RJ31 Ramjet
- Marquardt RJ34 Ramjet
- Marquardt RJ39 Ramjet
- Marquardt RJ43 Ramjet
- Marquardt RJ57 Ramjet
- Marquardt RJ59 Ramjet
- Marquardt MA-19
- Marquardt MA-20
- Marquardt MA-74
- Marquardt MA-196
- Marquardt C-20
- Marquardt C-30
- Marquardt C-48
- Marquardt model C-20-85C
- Marquardt R-1E
- Marquardt R-40A

### Martin
(Glenn L. Martin Motors Co.)
- Martin 133
- Martin 333[75]
- Martin 8200

### Maru
- Maru Ka10

### Mathis
- Mathis G4-R
- Mathis G7
- Mathis G7-R
- Mathis G8<
- Mathis G8-R
- Mathis BG-20[76]
- Mathis G14-R
- Mathis G14-RS
- Mathis G16-21
- Mathis Vega 42
- Mathis 175H
- Mathis G.2F[77]
- Mathis 2G-60
- Mathis G.4F
- Mathis 4G-60
- Mathis 4G-B-60

### Mawen
(Mawen S.A.)
- Mawen 150KM krožni
- Mawen 350KM krožni
- Mawen 700KM krožni

### Maximotor
- Maximotor 50KM
- Maximotor 60-70KM
- Maximotor 70-80KM
- Maximotor 80-100KM
- Maximotor 100KM
- Maximotor 120KM
- Maximotor 150KM

### Maybach
- Maybach AZ 1909
- Maybach DW 1914
- Maybach IR 1914
- Maybach CX 1915
- Maybach HS 1915
- Maybach HS D
- Maybach HS-Lu
- Maybach Mb.III [78]
- Maybach Mb.IV
- Maybach Mb.IVa
- Maybach 300KM

### Mayo
- Mayo 1915 (6LW)

### McCulloch
(McCulloch Motors Corporation)
- McCulloch MC101
- McCulloch 104-100
- McCulloch O-90
- McCulloch O-100
  - McCulloch O-100-1
  - McCulloch O-100-2
  - McCulloch O-150-2
  - McCulloch O-150-4
- McCulloch 4318E
- McCulloch TSIR-5190
- McCulloch 6150 0-150-2
- McCulloch 6318 0-150-2

### McDonnell
- McDonnell PJ42 Pulsejet

### Mead
- Mead 50KM

### Mekker
- Mekker Sport

### Menasco
(Menasco Motors Company)
- Menasco A-4 Pirate
- Menasco A-6 Buccaneer
- Menasco B-2
- Menasco B-4 Pirate
- Menasco B-6 Buccaneer
- Menasco C-4 Pirate
- Menasco C-6 Buccaneer
- Menasco C-6S Super Buccaneer
- Menasco D-4 Pirate[79]
- Menasco D-4B Super Pirate
- Menasco D-6S Super Buccaneer
- Menasco M-50
- Menasco U-2 Unitwin
- Menasco-Salmson B-2
- Menasco L-365
- Menasco XIV-2040
- Menasco XH-4070
- Menasco RJ37 'A-J-20' Ramjet

### Mengin
- Mengin B
- Mengin 30/35KM
- Mengin 45/54KM G.H.M.

### Métallurgique
- Métallurgique 32KM 4-valjni vrstni 100 mm × 150 mm (3,94 in × 5,91 in)
- Métallurgique 40KM 4-valjni vrstni 85 mm × 130 mm (3,35 in × 5,12 in)[3]
- Métallurgique 48KM 4-valjni vrstni 125 mm × 150 mm (4,92 in × 5,91 in)
- Métallurgique 60KM 4-valjni vrstni 100 mm × 150 mm (3,94 in × 5,91 in)[3]
- Métallurgique 90KM 4-valjni vrstni 125 mm × 150 mm (4,92 in × 5,91 in)[3]

### Meteormotor
- Meteormotor 20-25KM

### Meteor
(Meteor S.p.A. Constuzioni Aeronautiche)
- Meteor G 80cc
- Meteor Alfa 1
- Meteor Alfa 1 AQ
- Meteor Alfa 2
- Meteor Alfa 2 AQ
- Meteor Alfa 2 V
- Meteor Alfa 3
- Meteor Alfa 3 AQ
- Meteor Alfa 4
- Meteor Alfa 4 V

### Metropolitan-Vickers
- Metrovick F.1
- Metrovick F.2 Freda
- Metrovick F.2/2
- Metrovick F.2/3
- Metrovick F.2/4 Beryl
- Metrovick F.3
- Metrovick F.5
- Metrovick F.9 Sapphire

### Metz
- Metz 125KM

### Michel
- Michel IV-AT3
- Michel 4A-14
- Michel RAT-3[80]  100 KM
- MICHEL A.M. 14 MARK II[81]

### Michigan
- Michigan 196.35ci
- Michigan Rover

### Microturbo
- Microturbo SG 18
- Microturbo TRS 18[82]
- Microturbo TRS 25
- Microturbo TRI 40
- Microturbo TRI 60
- Microturbo TRI 80
- Microturbo J403
- Microturbo Cougar
- Microturbo Eclair[28][83]
- Microturbo Eclair II
- Microturbo Lynx
- Microturbo Noelle
- Microturbo Emeraude
- Microturbo Espandon
- Microturbo Saphir 007

===Miese===>
- Miese 50-60KM 8-valjni
- Miese 100KM 8-valjni

### Mikulin
(Alexander Alexandrovich Mikulin)
- Mikulin AM-3M
- Mikulin AM-13
- Mikulin AM-34
- Mikulin AM-35
- Mikulin AM-37
- Mikulin AM-38
- Mikulin AM-39
- Mikulin AM-42
- Mikulin RD-3M
- Mikulin M-17
- Mikulin M-209

### Mikulin-Stečkin
(A.A. Mikulin & B.S. Stečkin)
- AMBS-1

### Milwaukee Tank
- Milwaukee Tank V-470
- Milwaukee Tank V-502

### Miller
- Miller 22KM radial

### Minié
Vir:
- Minié 4.B0 Horus
- Minié 4.D0 Horus
- Minié 4.D4 Horus
- Minié 4.E0 Horus
- Minié 4.E2 Horus
- Minié 4.DA.28 Horus
- Minié 4.DF.28 Horus
- Minié 4.DA.25 Horus
- Minié 4.DC.3
- Minié 4.DC.32
- Minié 4.DG.00

### Mistral Engines
- Mistral G-190
- Mistral G-200
- Mistral G-230
- Mistral G-300
- Mistral G-360
- Mistral K-200
- Mistral K-300

===Mitsubishi===–
- Mitsubishi Hi
- Mitsubishi Shinten (Shinten 震天)
- Mitsubishi Zuisei (Zuisei 瑞星)
- Mitsubishi Kinsei (Kinsei 金星)
- Mitsubishi Kasei (Kasei 火星)
- Mitsubishi KR-10 (Tokuro-2 Rocket)
- Mitsubishi Nu-Go
- Mitsubishi Ha-6 (Kinsei 金星)
- Mitsubishi Ha-26 (Zuisei 瑞星)
- Mitsubishi Ha-42
- Mitsubishi Ha-43
- Mitsubishi Ha101
- Mitsubishi Ha-102
- Mitsubishi Ha104
- Mitsubishi Ha211
- Mitsubishi Ha214
- Mitsubishi Tokuro-3
- Mitsubishi A.14
- Mitsubishi MK9

### Monnett
(Monnett Experimental Aircraft), Vir:'
- Monnett AeroVee
- Monnett 1600cc E-Vee
- Monnett 1600cc SuperVee
- Monnett 1700cc E-Vee
- Monnett 1700cc SuperVee
- Monnett 1835cc E-Vee
- Monnett 2007cc E-Vee

### Morehouse
- Morehouse 15KM
- Morehouse 29KM
- Morehouse M-42
- Morehouse M-80

### Mors
- Mors 30KM V-4

### Mosler
(Mosler, Inc. of Hendersonville, North Carolina)
- Mosler MM CB-35[86]
- Mosler MM CB-40
- Mosler Red 82X
- Mosler Red 82DX
- Mosler Red 82LB

### Motor Sich
- Motor Sich MS-500V

### MOTORAV Industria
- Model 2.3 V[87]
- Model 2.6 R
- Model 2.6 V
- Model 2.8 R
- Model 3.1 R

### Motorlet
- Motorlet M-701
- Motorlet M-601
- Motorlet M-602
- Motorlet M-20

### MTR
- MTR390

### MTU Aero Engines
- 720
- 721
- 730
- 6012
- 6022

### Mudry
(Moteurs Mudry-Buchoux)
- Mudry MB-4-90

### Murray-Willat
- Murray Ajax
- Murray Atlas
- Murray-Willat 35KM
- Murray-Willat 90KM

## N

### N.A.G.
(Neue Automobil-Gesellschaft mbH)
- NAG 40KM 4-valjni vrstni
- NAG C.I
- NAG C.II
- NAG C.III

### Nagel
- Nagel 444

### Nakajima
- Nakajima Kotobuki (Kotobuki 寿)
- Nakajima Hikari
- Nakajima Homare (Homare 誉)
- Nakajima Mamoru (Mamoru 護)
- Nakajima Mamoru-Kai
- Nakajima Sakae (Sakae 栄)
- Nakajima Ha-1
- Nakajima Ha-5
- Nakajima Ha-5 Kai
- Nakajima Ha-8
- Nakajima Ha-10
- Nakajima Ha-15
- Nakajima Ha-17
- Nakajima Ha-20
- Nakajima Ha-23
- Nakajima Ha-25
- Nakajima Ha-33 (Kasei 火星)
- Nakajima Ha-34
- Nakajima Ha-35 Model 11 (Sakae 栄)
- Nakajima Ha-35 Model 12 (Sakae 栄)
- Nakajima Ha-39
- Nakajima Ha-41
- Nakajima Ha-44
- Nakajima Ha-45
- Nakajima Ha-46
- Nakajima Ha-103 (Mamoru 護)
- Nakajima Ha-107
- Nakajima Ha-109
- Nakajima Ha-112
- Nakajima Ha-115-I (Sakae 栄)
- Nakajima Ha-115-II (Sakae 栄)
- Nakajima Ha-117
- Nakajima Ha-217
- Nakajima Army Type 97 650 KMl (Kotobuki 寿)
- Nakajima Army Type 97 850 KM
- Nakajima Army Type 99 975 KM (Sakae 栄)
- Nakajima Army Type 100 1260 KM
- Nakajima Army Type 2 1450 KM
- Nakajima Army Type 4 1900 KM (Homare 誉)
- Nakajima BA
- Nakajima NBA
- Nakajima NBD
- Nakajima NBH
- Nakajima NAH
- Nakajima NAK
- Nakajima NAL
- Nakajima / Mitsubishi NAL
- Nakajima NAM
- Nakajima NAN
- Nakajima NAP
- Nakajima NAR
- Nakajima NAS
- Nakajima NAZ
- Nakajima NWE
- Nakajima NK-11
- Nakajima NLH-11
- Nakajima NK-1 Sakae
- Nakajima NK-9 Homare

### NAL
(National Aerospace Laboratories, Bangalore, India)
- NAL Hansa
- NAL Saras

===Napier===name="Gunston 1989"/>
- Napier Cub
- Napier Culverin
- Napier Cutlass
- Napier Dagger
- Napier E.237 –
- Napier Eland
- Napier Gazelle
- Napier Javelin
- Napier Lion
- Napier Lioness
- Napier Naiad
- Napier Nomad
- Napier NSc.1 Scorpion
- Napier NScD.1 Double Scorpion
- Napier NScT.1 Triple Scorpion
- Napier Oryx
- Napier Rapier
- Napier RJTV (Ramjet test Vehicle)
- Napier Sabre
- Napier Sea Lion (marinised Lions)

### Narkiewicz
- Narkiewicz WN-1
- Narkiewicz WN-2
- Narkiewicz WN-3
- Narkiewicz WN-4
- Narkiewicz WN-6
- Narkiewicz WN-7
- Narkiewicz NP-1
- Narkiewicz 2-cyl.

### National Aerospace Laboratory of Japan
- MITI/NAL FJR710

### National
- National 35

### N.E.C.
(New Engine Co.)
- N.E.C. 1910 2-valjni 2-taktni
- [[N.E.C. 1910 60KM 6-valjni 2-taktni]
- N.E.C. 40KM 4-
- N.E.C. 50KM V-4 2-taktni
- N.E.C. 90KM 6-valjni
- N.E.C. 100KM 6--valjni 2-taktni(1912)
- N.E.C. 69.6KM 4--valjni 2-taktni

### Nelson
(Nelson Aircraft Corporation)
- Nelson 60KM 4-taktni
- Nelson 120KM 4-taktni
- Nelson 150KM 4-taktni
- Nelson H-44
- Nelson H-49
- Nelson H-59
- Nelson H-63
- Nelson O-65

### Nihonnainenki
- Nihonnainenki Semi

### Noel Penny Turbines
- Noel Penny NPT151
- Noel Penny NPT301
- Christmas Penny Turbines Turbojet NPT301 LTD

### Nord
(Nord-Aviation)
- Nord ST.600 Sirius I
- Nord ST.600 Sirius II
- Nord ST.600 Sirius III
- Nord Véga

### Normalair-Garrett
(Normalair-Garrett Ltd. – NGL)
- NGL WAM 274
- NGL WAM 342

### Northrop
- Northrop Model 4318F
- Northrop O-100
- Northrop Turbodyne XT-37

### Norton
- Norton O-113

### NPO Saturn
- NPO Saturn AL-55
- NPO Saturn AL-55I

## O

### Oberursel
- Oberursel U.0
- Oberursel U.I
- Oberursel U.III
- Oberursel Ur.II
- Oberursel Ur.III

### Orenda
- Avro Canada Orenda
- Avro Canada Chinook
- Orenda Iroquois

- Orenda OE600

### Orlo
- Orlo B-4
- Orlo B-6
- Orlo B-8

### OKL
- OKL LIS-2
- OKL LIS-2A
- OKL LIS-5
- OKL LIT-3
- OKL TO-1
- OKL NP-1
- OKL WN-3 (Wiktor Narkiewicz)
- OKL WN-6 (Wiktor Narkiewicz)
- OKL WN-7 (Wiktor Narkiewicz)

### Otto
- Otto 200KM

## P

### Packard
- Packard 1A-258 1922
- Packard 1A-744 1919 V-8(60)
- Packard 1A-825 1921 V-8(60)
- Packard 1A-905
- Packard 1A-1100 Liberty L-8
- Packard 1A-1116 1919 V-12(60)
- Packard 1A-1237 1920 V-12(60)
- Packard 2A-1237 1923 V-12(60)
- Packard 1A-1300 1923 V-12(60)
- Packard DR-1340 1932 R-9(D)
- Packard 1A-1464 1924 V-12(60)
- Packard 1A-1500 1924 V-12(60)
- Packard 2A-1500 1925 V-12(60)
- Packard 3A-1500 1927 V-12(60)
- Packard 1M-1551
- Packard 1A-1551 1921 IL-6
- Packard 1A-1650 1919
- Packard DR-1655 1932 R-9(D) Eksperimetnalni dizzel
- Packard 1A-2025 1920 V-12(60)
- Packard 1A-2200 1923 V-12(60)
- Packard 1A-2500 1924 V-12(60)
- Packard 2A-2500 1925 V-12(60)
- Packard 3M-2500
- Packard 3A-2500 1926 V-12(60)
- Packard 4M-2500
- Packard 4A-2500 1927 V-12(S60)
- Packard 5M-2500 –
- Packard 5A-2500 193? V-12(S60)
- Packard 1A-2775 1928 X-24(S60)
- Packard 2A-2775 1935 X-24(S60)
- Packard 1A-3000
- Packard 1A-5000 1939 X-24(60)
- Packard 2A-5000 1939 H-24
- Packard 3A-5000 1939 X-24(90
- Packard 1D-2270 1952 V-16(TD60)
- Packard DR-980 1928 R-9(D)
- Packard DR-1520 1932 R-9(D)
- Packard X-2775
- Packard 299 1916 V-12(60)
- Packard 452 1917 IL-6
- Packard 905-1 1916 V-12(40)
- Packard 905-2 1917 V-12(40)
- Packard 905-3 1917 V-12(40)
- Packard IL-6 (1A-1551)
- Packard L-8 1917 V-8(45) (Packard 1A-1100)
- Packard L-12 1917
- Packard L-12E 1918 U-12 Duplex
- Packard V-1650 Rolls-Royce Merlin
- Packard Merlin Rolls-Royce Merlin
- Packard W-1 1921 W-18(40)
- Packard W-1-A 1923 W-18(40)
- Packard W-1-B  1923 W-18(40)
- Packard W-2 1923 W-18(40)
- Packard XJ41 1946
- Packard XJ49 1948

### Palmer
- Palmer 80KM

### Panhard & Levassor
(Société Panhard & Levassor))
- Panhard & Levassor 1E 1901
- Panhard & Levassor 4F 1901 – 100 x 130 mm – 4000cm3 – 16–18 KM
- Panhard & Levassor 4L 1901 – 130 x 130 mm – 6900cm3 – 30 KM
- Panhard & Levassor 4M 1901 – 140 x 140 mm – 8620cm3 – 60–65 KM
- Panhard & Levassor 2E 1902 – 80 x 120 mm – 1200cm3 – 5 KM
- Panhard & Levassor 2R 1902 – 90 x 130 mm – 1650cm3 – 7 KM
- Panhard & Levassor 4E 1902 – 80 x 120 mm – 2400cm3 – 10 KM
- Panhard & Levassor 4R 1902 – 90 x 130 mm – 3300cm3 – 15 KM
- Panhard & Levassor 4I 1902 – 110 x 140 mm – 5310cm3 – 20–24 KM
- Panhard & Levassor 4I 1903 – 130 x 140 mm – 7450cm3 – 35 KM
- Panhard & Levassor 4M 1903 – 160 x 170 mm – 13675cm3 – 70 KM
- Panhard & Levassor 3E 1904 – 80 x 120 mm – 1800cm3 – 8 KM
- Panhard & Levassor 4L 1905 – 130 x 130 mm – 6900cm3 – 30 KM
- Panhard & Levassor 6M 1905 – 170 x 170 mm – 23150cm3 – 130 KM
- Panhard & Levassor 4E 1906 – 80 x 120 mm – 2400cm3 10 KM
- Panhard & Levassor 8M 1906 – 170 x 170 mm – 30870cm3 – 180 KM
- Panhard & Levassor 4R 1907 – 90 x 130 mm – 3300cm3 – 15 KM
- Panhard & Levassor 4F 1907 – 100 x 130 mm – 4000cm3 – 16–18 KM
- Panhard & Levassor 4I 1907 – 110 x 140 mm – 5310cm3 – 20–24 KM
- Panhard & Levassor 4M 1908 – 170 x 170 mm – 15435cm3 – 65 KM
- Panhard & Levassor 4M 1908 – 170 x 170 mm – 15435cm3 – 80–90 KM
- Panhard & Levassor 4V 1908 – 155 x 170 mm – 12800cm3 – 65 KM
- Panhard & Levassor 6S 1908 – 135 x 140 mm – 12000cm3 – 65 KM
- Panhard & Levassor 1I 1909 – 110 x 155 mm – 1473cm3 – 4–7 KM
- Panhard & Levassor 4M 1909 – 185 x 200 mm – 21500cm3 – 120 KM
- Panhard & Levassor 16Y 1909 – 185 x 200 mm – 86000cm3 – 700 KM
- Panhard & Levassor 2I 1910 – 110 x 140 mm – 2660cm3 – 12–15 KM
- Panhard & Levassor 4O 1910 – 145 x 160 mm – 10560cm3 – 50 KM
- Panhard & Levassor 4E 1911 – 80 x 120 mm – 2400cm3 – 10 KM
- Panhard & Levassor 4F 1911 – 100 x 130 mm – 4000cm3 – 18 KM
- Panhard & Levassor 4R 1912 – 90 x 130 mm – 3300cm3 – 15 KM
- Panhard & Levassor 4I 1912 – 110 x 140 mm – 5310cm3 – 25 KM
- Panhard & Levassor 4L 1912 – 125 x 150 mm – 7360cm3 – 35 KM
- Panhard & Levassor 12J 1916 – 140 x 170 mm – 31000cm3 – 220 KM @ 1300 RPM
- Panhard & Levassor 12M 1920 – 160 x 170 mm – 43000cm3 – 350 KM @ 1600 RPM
- Panhard & Levassor 16W 1920 165 x 170 mm – 58000 – 650 KM @ 1650 RPM (Double V)
- Panhard & Levassor 4I 1909 110 x 140 mm – 5320cm3 35–40 KM
- Panhard & Levassor 6I 1910 110 x 140 mm – 7980cm3 55 KM
- Panhard & Levassor 6J 1910 120 x 140 mm – 9500cm3 65 KM
- Panhard & Levassor 12L 1926 140 x 170 mm – 31000cm3 – 550 KM @ 1500 RPM
- Panhard & Levassor VK12L 1926 140 x 170 mm – 31000cm3 – 485 KM @ 1500 RPM
- Panhard & Levassor 12W 1926  165 x 170 mm – 25000cm3 – 525 KM @ 2130 RPM
- Panhard & Levassor 12L 1930 140 x 170 mm – 31000cm3 – 450 KM @ 1500 RPM
- Panhard & Levassor 12M 1930  165 x 170 mm – 43000cm3 – 500 KM @ 1600 RPM

### Parker
- Parker 1912
- Parker 1912

### Parodi
(Roland Parodi)
- Parodi KM 60Z

### PBS
(První Brnenská Strojírna Velká Bíteš, a.s.)
- PBS- TJ100[88]
- PBS Velka Bites ÒÅ 50Â[89]

### Pegasus Aviation
- Pegasus PAL 95

### Per Il Volo
- Per Il Volo Top 80

### Peterlot
- Peterlot 80KM 7-valjni zvezdasti

### Phillips
- Phillips 333 (Martin 333)
- Phillips 500

### Piaggio
- Piaggio P.II (Armstrong Siddely Lynx)
- Piaggio Stella P.VII
  - Piaggio Stella P.VII C.16
  - Piaggio Stella P.VII C.35
  - Piaggio Stella P.VII C.45
  - Piaggio Stella P.VII R.C.10
  - Piaggio Stella P.VII R.C.35
  - Piaggio Stella P.VII Z
- Piaggio Stella P.IX
  - Piaggio Stella P.IX R.C.
  - Piaggio Stella P.IX R.C.10
  - Piaggio Stella P.IX R.C.40
- Piaggio P.X
  - Piaggio P.X R.
  - Piaggio P.X R.C.
  - Piaggio P.X R.C.10
  - Piaggio P.X R.C.35
- Piaggio P.XI
- Piaggio P.XII
- Piaggio P.XV
  - Piaggio P.XV R.C.45
  - Piaggio P.XV R.C.60
  - Piaggio P.XV R.C.60/2v
- Piaggio P.XVI
  - Piaggio P.XVI R.C.35
- Piaggio P.XIX
  - Piaggio P.XIX R.C.45 Turbine
- Piaggio P.XXII
- Piaggio-Jupiter VI
- Piaggio-Jupiter VII
- Piaggio Jupiter
- Piaggio Lycoming

### Pierce
- Pierce B

### Pieper
(Pieper Motorenbau GmbH)
- Pieper Stamo MS 1500
- Pieper Stamo 1000

### Pipe
- Pipe 50KM V-8
- Pipe 110KM V-8

### Pobjoy
Source: Lumsden
- Pobjoy P
- Pobjoy R
- Pobjoy S
- Pobjoy Cataract
- Pobjoy Cascade
- Pobjoy Niagara

### Poinsard
- Poinsard 25KM 2-valjni

### Porsche
- Porsche 678
- Porsche 702
- Porsche PFM N00
- Porsche PFM N01
- Porsche PFM N03
- Porsche PFM T03
- Porsche PFM 3200
- Porsche 109-005
- Porsche YO-95-6

### Potez
(Société des Avions et Moteurs Henri Potez)
- Potez A-4
- Potez 3B
- Potez 4D
- Potez 4E
- Potez 6A
  - Potez 6Ac
- Potez 6B
  - Potez 6Ba
- Potez 6D
- Potez 6E
- Potez 8D
- Potez 9Ab
- Potez 9B
- Potez 9E
- Potez 12D

### Pouit
- Pouit S-4

### PowerJet
- PowerJet SaM146

### Power Jets
(Power Jets Ltd.)
- Power Jets WU
- Power Jets W.1
- Power Jets W.1(T)
- Power Jets W.1(3)
- Power Jets W.1X
- Power Jets W.1A
- Power Jets W.2
- Power Jets W.2Y
- Power Jets W.2B
- Power Jets W.2B/23
- Power Jets W.2/700
- Power Jets W.2/800
- Power Jets W.2/850
- General Electric I-16

### Poyer
- Poyer 3-40
- Poyer 3-50

### Praga
Source:Jane's All the World's Aircraft 1938
- Praga B
- Praga D
- Praga DH
- Praga ES
- Praga ESV
- Praga ESVK
- Praga Doris M-208B

### Pratt & Whitney
- Pratt & Whitney H-3730
- Pratt & Whitney H-2600
- Pratt & Whitney X-1800
- Pratt & Whitney X-3130
- Pratt & Whitney XH-3130
- Pratt & Whitney XH-3730
- Pratt & Whitney R-985 Wasp Junior
- Pratt & Whitney R-1340 Wasp
- Pratt & Whitney R-1535 Twin Wasp Junior
- Pratt & Whitney R-1690 Hornet
- Pratt & Whitney R-1830 Twin Wasp
- Pratt & Whitney R-1860 Hornet B
- Pratt & Whitney R-2000 Twin Wasp
- Pratt & Whitney R-2060 Yellow Jacket
- Pratt & Whitney R-2180 Twin Hornet
- Pratt & Whitney R-2270
- Pratt & Whitney R-2800 Double Wasp
- Pratt & Whitney R-4360 Wasp Major
- Pratt & Whitney F100
- Pratt & Whitney F119
- Pratt & Whitney F135
- Pratt & Whitney JT3
- Pratt & Whitney JT3C
- Pratt & Whitney JT3D
- Pratt & Whitney JT4
- Pratt & Whitney JT4A
- Pratt & Whitney JT7
- Pratt & Whitney JT8
- Pratt & Whitney JT8D
- Pratt & Whitney JT9D
- Pratt & Whitney JT10D
- Pratt & Whitney JT11D
- Pratt & Whitney JT12A
- Pratt & Whitney JT18D
- Pratt & Whitney JTF10A
- Pratt & Whitney JTF16
- Pratt & Whitney JTF22
- Pratt & Whitney JFTD12
- Pratt & Whitney JTN9
- Pratt & Whitney PT1
- Pratt & Whitney PT2
- Pratt & Whitney PT4
- Pratt & Whitney PT5
- Pratt & Whitney PW1000G
- Pratt & Whitney PW1120
- Pratt & Whitney PW1130
- Pratt & Whitney PW2000
- Pratt & Whitney PW3000
- Pratt & Whitney PW3005
- Pratt & Whitney PW4000
- Pratt & Whitney PW6000
- Pratt & Whitney ST9
- Pratt & Whitney STF300
- Pratt & Whitney Hornet Junior
- Pratt & Whitney Hornet
- Pratt & Whitney Twin Hornet
- Pratt & Whitney Twin Wasp
- Pratt & Whitney Twin Wasp E1
- Pratt & Whitney Wasp
- Pratt & Whitney Wasp Jr
- Pratt & Whitney Double Wasp
- Pratt & Whitney Wasp Major
- Pratt & Whitney Yellow Jacket
- Pratt & Whitney F100
- Pratt & Whitney F105
- Pratt & Whitney F117 (PW2037)
- Pratt & Whitney F119 (PW5000)
- Pratt & Whitney F135
- Pratt & Whitney F401
- Pratt & Whitney J42 (licenčna verzija od Rolls-Royce Nene)
- Pratt & Whitney J48 (licenčna verzija od Rolls-Royce Tay)
- Pratt & Whitney J52
- Pratt & Whitney J57
- Pratt & Whitney J58
- Pratt & Whitney J60
- Pratt & Whitney J75
- Pratt & Whitney J91
- Pratt & Whitney RJ40 Ramjet
- Pratt & Whitney RL-10
- Pratt & Whitney T32
- Pratt & Whitney T34
- Pratt & Whitney T45
- Pratt & Whitney T48
- Pratt & Whitney T52
- Pratt & Whitney T57
- Pratt & Whitney T73
- Pratt & Whitney T101 (Pratt & Whitney Canada PT6-45A)
- Pratt & Whitney T400 (Pratt & Whitney Canada PT6T)
- Pratt & Whitney TF30
- Pratt & Whitney TF33

### Pratt & Whitney - Allison
- PW-Allison 578DX

### Pratt & Whitney Canada
(United Aircraft of Canada)
- Pratt & Whitney Canada PT6
- Pratt & Whitney Canada PT6T
- Pratt & Whitney Canada JT15D
- Pratt & Whitney Canada PW100
- Pratt & Whitney Canada PW200
- Pratt & Whitney Canada PW300
- Pratt & Whitney Canada PW500
- Pratt & Whitney Canada PW600
- Pratt & Whitney Canada T74
- Pratt & Whitney Canada T101
- Pratt & Whitney Canada T400

### Preceptor
- Preceptor 1/2 VW[90]
- Preceptor 1600cc
- Preceptor Gold 1835
- Preceptor Gold 2074<
- Preceptor 2180cc

### Pulch
(Otto Pulch)
- Pulch 003
- Pulch 3-valljni zvezdasti motor

### Pulsar
- Pulsar Aeromaxx 100

### PZI
(Państwowe Zakłady Inżynieryjne - National Engineering Works)
- P.Z. Inż. Junior 120 KM
- P.Z. Inż. Major
- P.Z. Inż. Minor

### PZL
(Państwowe Zakłady Lotnicze)

#### PZL-Wytwórnia Silników
- PZL GR.760
- PZL GR.1620-A
- PZL GR.1620-B
- PZL-3
- PZL-10
- PZL GTD-350
- PZL ASz-62
- PZL-F 2A
- PZL-F 4A
- PZL-F 6A
- PZL-F 6V
- PZL-65KM

## Q

### Quick
(Quick Air Motors, Wichita KS.)
- Super Rhone Radial Engine 120-125KM[91]
- Quick 180KM

## R

### Radne Motor AB
- Radne Raket 120

### Ranger
(Ranger Engineering, divizija od Fairchild Engine & Airplane Corporation)
- Ranger 6-370
- Ranger 6-375
- Ranger 6-390
- Ranger 6-410
- Ranger 6-440
- Ranger L-440
- Ranger V-770
- Ranger V-880
- Ranger XV-920
- Ranger XH-1850[92]

### Rapp
(Rapp Motorenwerke G.m.b.H.)
- Rapp 125KM 6-cyl in-line
- Rapp 150KM 6-cyl in-line

### Rasmussen
- Rasmussen 65KM

### Rateau
(Société Rateau)
- Rateau SRA-01 Savoie

### Rausenberger
- Rausenberger 45KM
- Rausenberger 75KM
- Rausenberger 150KM
- Rausenberger 500KM
- Rausenberger C-12
- Rausenberger E-6

### RBVZ
(RBVZ Russko-Baltiisky Vagon Zavod)
- RBVZ-6 (V.V. Kireev)
- MRB-6 (Igor Sikorskii)

### Reaction Motors
- Reaction Motors LR2
- Reaction Motors LR6
- Reaction Motors LR8
- Reaction Motors LR10
- Reaction Motors LR11
- Reaction Motors LR22
- Reaction Motors LR26
- Reaction Motors LR30
- Reaction Motors LR32
- Reaction Motors LR33
- Reaction Motors LR34
- Reaction Motors LR35
- Reaction Motors LR39
- Reaction Motors LR40
- Reaction Motors LR48
- Reaction Motors LR99
- Reaction Motors 6000C4<
- Reaction Motors ROR

### Rearwin
- Rearwin 1909 30-45KM
- Rearwin 1909 40-60KM
- Rearwin 1910 50-75KM
- Rearwin 1911 80-90KM

### Rectimo
(Rectimo Aviation SA) / (Rectimo-Savoie Aviation)
- Rectimo 4 AR 1200
- Rectimo 4 AR 1600

### RED
(RED Aircraft)
- RED A03

### Redrup
- Redrup 1910 50KM 10-valjni krožni
- Redrup 1914 150KM 7-valjni zvezdasti motorl
- Redrup 5-valjni
- Redrup Fury

### Régnier
(Société anonyme des établissments Emile Regnier)
- Régnier 2
- Régnier 4B
- Régnier 4E.0
- Régnier 4F.0
- Régnier 4L
- Régnier 4LO
- Régnier 4R
- Régnier 6B
- Régnier 6GO
- Régnier 6R
- Régnier 6RS
- Régnier R161-01
- Régnier Martinet
- Régnier 12HOO

### Renard
(Société anonyme des avions et moteurs Renard)
- Renard Type 7
- Renard Type 7
- Renard Type 100
- Renard Type 120
- Renard Type 200
- Renard Type 400

### Renault
(Société des Moteurs Renault-Aviation)
- Renault 35-40KM V-4
- Renault 45KM V-8
- Renault 50KM V-8
- Renault 60KM V-8
- Renault 70KM Type WB
- Renault 70KM Type WC
- Renault 80KM Type WS
- Renault 100KM V-8
- Renault 130KM V-8
- Renault 90KM V-12 12D
- Renault 100KM V-12
- Renault 120KM V-12
- Renault 190KM V-12
- Renault 200KM V-12
- Renault 220KM V-12 12E
- Renault 265KM V-12
- Renault 300KM V-12
- Renault 320KM V-12

- Renault 38.5KM 4-valjni vrstni
- Renault 42.5KM 4-valjni vrstni
- Renault 7A  7-valjni zvezdasti
- Renault 8A 50 KM[convert: neznana enota] V-8
- Renault 9A
- Renault 4B 25 KM V-4 1910
- Renault 9C
  - Renault 9Ca
- Renault 12D
  - Renault 12Da
  - Renault 12Drs
- Renault 12E 12
  - Renault 12Eb
  - Renault 12Ec V12
- Renault 9F
  - Renault 9Fas
- Renault 12F
  - Renault 12Fa V12
  - Renault 12Fb  V12
  - Renault 12Fc  V12
  - Renault 12Fe  V12
    - Renault 12Fex
- Renault 14Fas [93]
- Renault 8G V(
- Renault 12H
  - Renault 12Ha V12
  - Renault 12Hg  V12
- Renault 12J
  - Renault 12Ja  V12
  - Renault 12Jb  V12
  - Renault 12Jc  V12
- Renault 18J
  - Renault 18Jbr  W18
- Renault 12K
  - Renault 12Ka
  - Renault 12Kb V12
  - Renault 12Kd
  - Renault 12Ke  V12
  - Renault 12Kg  V12
- Renault 12M  V12
  - Renault 12Ma[94]
- Renault 12N
  - Renault 12Ncr
- Renault 12O
- Renault 4P
- Renault 6P
- Renault 9P
- Renault 6Q
  - Renault 6Q-02 220KM
  - Renault 6Q-03 220 KM
  - Renault 6Q-07 233

### R.E.P.
(Robert Esnault-Pelterie)
- R.E.P. 24KM 5-valjni
- R.E.P. 34KM 7-valjni
- R.E.P. 48KM 10-valjni
- R.E.P. 1910 60KM 5-valjni

### Revmaster
- Revmaster R-800  (Citroën 2CV)[95]
- Revmaster R-1600D
- Revmaster R-1600S
- Revmaster R-1831D
- Revmaster R-1831S
- Revmaster R-2100D
- Revmaster R-2100D Turbo
- Revmaster R-2100S
- Revmaster R-2300
- Revmaster R-3000D

### Rex
(Flugmachine Rex GesellschaftG.m.b.H.)
- Rex rotary engine

### RFB
(Rhein-Flugzeugbau GmbH)
- RFB SG 85
- RFB SG 95

### Rheinmetall-Borsig
(Rheinmetall-Borsig A.G.)
- Rheinmetall 109-502
- Rheinmetall 109-505
- Rheinmetall 109-515
- Rheinmetall Rheintochter R 1
- Rheinmetall Rheintochter R 1
- Rheinmetall Rheintochter R 3

### Ricardo
- Ricardo-Burt S55/4
- Ricardo-Halford-Armstrong R.H.A.

### Richardson
(Archibald and Mervyn, Sydney Australia)
- Richardson rotary

### Righter Manufacturing
- Righter O-15[96]
- Righter O-45

### Roberts
- Roberts 1910 40-52KM
- Roberts 4-X.
- Roberts 6-X
- Roberts 6-Z

### Robinson
- Robinson 60KM
- Robinson 100KM

### Roché
- Roché L-267

### Rocket Propulsion Establishment
- RPE Gamma

### Rocketdyne
- Rocketdyne AR2-3
- Rocketdyne Kiwi
- Rocketdyne M-34
- Rocketdyne MA-2
- Rocketdyne MA-3
- Rocketdyne MB-3
- Rocketdyne Megaboom
- Rocketdyne P-4
- Rocketdyne LR64
- Rocketdyne LR89<
- Rocketdyne LR79
- Rocketdyne LR101
- Rocketdyne LR105
- Rocketdyne Aeolus
- Rocketdyne E-1
- Rocketdyne F-1
- Rocketdyne H-1
- Rocketdyne RS-25
- Rocketdyne RS-27A
- Rocketdyne RS-68

### Rocky Mountain
- Rocky Mountain Pegasus

### Rollason
- Rollason Ardem RTW
- Rollason Ardem 4 CO2 FH mod

### Rolls-Royce Limited
- Rolls-Royce 190KM
- Rolls-Royce 250KM
- Rolls-Royce Avon
- Rolls-Royce Bristol Olympus
- Rolls-Royce Buzzard
- Rolls-Royce Clyde
- Rolls-Royce Condor
- Rolls-Royce Condor diesel
- Rolls-Royce Conway
- Rolls-Royce Crecy
- Rolls-Royce Dart
- Rolls-Royce Derwent
- Rolls Royce Eagle (H-24)
- Rolls-Royce Eagle (V-12)
- Rolls-Royce Eagle (X-16)
- Rolls-Royce Exe
- Rolls-Royce Falcon
- Rolls-Royce Gem
- Rolls-Royce Gnome
- Rolls-Royce Goshawk
- Rolls-Royce Griffon
- Rolls-Royce Hawk
- Rolls-Royce Kestrel
- Rolls-Royce Merlin
- Rolls-Royce Nene
- Rolls-Royce Bristol Olympus
- Rolls-Royce Pegasus
- Rolls-Royce Pennine
- Rolls-Royce Peregrine
- Rolls-Royce R
- Rolls-Royce RB.106
- Rolls-Royce RB.108
- Rolls-Royce RB.145
- Rolls-Royce RB.162
- Rolls-Royce RB.175
- Rolls-Royce RB.203 Trent
- Rolls-Royce Soar
- Rolls-Royce Spey
- Rolls-Royce Tay
- Rolls-Royce Trent
- Rolls-Royce Tweed
- Rolls-Royce Tyne
- Rolls-Royce Viper
- Rolls-Royce Vulture
- Rolls-Royce Welland
- Rolls-Royce/Continental C90
- Rolls-Royce/Continental O-200-A
- Rolls-Royce/Continental O-300
- Rolls-Royce/Continental GIO-470-A
- Rolls-Royce RZ.2
- Rolls-Royce RZ.12

### Rolls-Royce plc
- Rolls-Royce Trent
- Rolls-Royce AE 1107C-Liberty
- Rolls-Royce AE 2100
- Rolls-Royce AE 3007
- Rolls-Royce AE 3010
- Rolls-Royce AE 3012
- Rolls-Royce BR700
- Rolls-Royce BR701
- Rolls-Royce BR710
- Rolls-Royce BR715
- Rolls-Royce RB.163
- Rolls-Royce RB.168
- Rolls-Royce RB.183 Tay
- Rolls-Royce RB.200
- Rolls-Royce RB.202
- Rolls-Royce RB.203
- Rolls-Royce RB.207
- Rolls-Royce RB.211
- Rolls-Royce RB.213
- Rolls-Royce RB.401
- Rolls-Royce 250
- Rolls-Royce RR300
- Rolls-Royce RR500
- Rolls-Royce 501
- Rolls-Royce F113 (Spey Mk.511)
- Rolls-Royce F126 (Tay Mk.611 / 661)
- Rolls-Royce F137 (AE3007H)
- Rolls-Royce F402 (Pegasus)
- Rolls-Royce J99
- Rolls-Royce XV99-RA-1
- Rolls-Royce T56 (T501-D)
- Rolls-Royce T68
- Rolls-Royce T406

### Rolls-Royce/Turbomeca
- Rolls-Royce/Turbomeca Adour/F405
- Rolls-Royce/Turbomeca RTM322

### Rolls-Royce/SNECMA
- Rolls-Royce/Snecma Olympus 593
- Rolls-Royce/SNECMA M45H

### Rotax
- Rotax 185
- Rotax 277
- Rotax 377
- Rotax 447
- Rotax 462
- Rotax 503
- Rotax 508UL
- Rotax 532
- Rotax 582
- Rotax 618
- Rotax 804
- Rotax 912
- Rotax 914

### Rotec
- Rotec R2800
- Rotec R3600

### RotorWay
- RotorWay RI-162F
- RotorWay RW-100
- RotorWay RW-133
- RotorWay RW-145
- RotorWay RW-152[17]

### Rover
- Rover W.2B

- Rover Wolston
- Rover T.P.90

### Royal Aircraft Factory
- RAF 1
- RAF 2
- RAF 3
- RAF 4
- RAF 5
- RAF 7
- RAF 8

### RRJAEL
(Rolls-Royce and Japanese Aero-engines Ltd.)
- RRJAEL RJ.500

### Rumpler
- Rumpler Aeolus

### Ryan-Siemens
- Ryan-Siemens 9
- Ryan-Siemens Sh-14

### Ribinsk Motor Factory
- DN-200

## S

### SACMA
(Guy Negre)
- SACMA 100
- SACMA 120
- SACMA 150
- SACMA 180
- SACMA 240

### SAI Ambrosini
- Ambrosini P-25

### Salmson
(Societe des Moteurs Salmson)
- Salmson 3 A
  - Salmson 3 Ad
- Salmson 5 A
  - Salmson 5 Ac
  - Salmson 5 Ap
  - Salmson 5 Aq
- Salmson 6 A
  - Salmson 6 Ad
  - Salmson 6 Af
- Salmson 6 TE
  - Salmson 6 TE.S
- Salmson 7 A
  - Salmson 7 AC
  - Salmson 7 ACa
  - Salmson 7 Aq
- Salmson 7 M
- Salmson 7 O
- Salmson 8 As.00
- Salmson 8 As.04
- Salmson 9 AB
  - Salmson 9ABc
- Salmson 9 AC
- Salmson 9 AD
  - Salmson 9 ADb
  - Salmson 9 ADr
- Salmson 9 AE
  - Salmson 9 AErs
- Salmson 9 NA
  - Salmson 9 NAs
  - Salmson 9 ND
  - Salmson 9 NE
  - Salmson 9 NH
- Salmson 11 B
- Salmson 12 C
- Salmson 12 V
  - Salmson 12 Vars
- Salmson A
- Salmson B
- Salmson F
- Salmson G
- Salmson K
- Salmson A.7
- Salmson 2A.9
- Salmson B.9
- Salmson C.9
- Salmson M.7
- Salmson 2M.7
- Salmson Z9
- Salmson 9.Zc
- Salmson 9.Zm
- Salmson 18 Z
- Salmson 18 AB
- Salmson 18 Cm
  - Salmson 18 Cma
  - Salmson 18 Cmb
- Salmson-Szydlowski SH.18

### Saroléa
(Maison Saroléa S.A.)
- Saroléa V-4
- Saroléa Albatros
- Saroléa Aiglon
- Saroléa Vautour

### Saunders-Roe
- Saunders-Roe 45 lbf pulse-jet
- Saunders-Roe 120 lbf pulse-jet

### Sauer
(Sauer Flugmotorenbau GmbH)
- Sauer S 1800-1-ES1
- Sauer S 1800-1-ES1C
- Sauer S 1800-1-RS1
- Sauer S 1800 UL
- Sauer S 1900 UL
- Sauer S 2100-1-AS1
- Sauer S 2100-1-SS1
- Sauer S 2100 UL
- Sauer S 2100 ULT
- Sauer S 2200 UL
- Sauer S 2400 UL
- Sauer S 2500-1-DS1
- Sauer S 2500-1-TS1
- Sauer S 2500-1-HS1
- Sauer S 2500-1-FS1
- Sauer S 2500 UL
- Sauer S 2500 T
- Sauer S 2500 ULT
- Sauer S 2700 UL

### Saurer
(Adolph Saurer AG)
- Saurer YS-2
- Saurer YS-3

### Schmidding
- Schmidding 109-505
- Schmidding 109-513
- Schmidding 109-533
- Schmidding 109-543
- Schmidding 109-573
- Schmidding 109-603

### SCI Aviation
- R6-80
- R6-150
- B4-160

### Scott
- Scott A2S Flying Squirrel
- Scott 40KM 2-taktni
- Scott 1939 2-taktni
- Scott 1950 2-taktni V4

### Seld
(Seld-Kompressorbau G.m.b.H.)
- Seld F2

### SEPR
(Société d'Etudes pour la Propulsion par Réaction)
- SEPR 9
- SEPR 16
- SEPR 24
- SEPR 35
- SEPR 44
- SEPR 50
- SEPR 55
- SEPR 57
- SEPR 63
- SEPR 65
- SEPR 66
- SEPR 73
- SEPR 78
- SEPR 81A
- SEPR 84
- SEPR 167
- SEPR 178
- SEPR 189
- SEPR 192
- SEPR 200 (Tramontane)
- SEPR 201
- SEPR 202
- SEPR 251
- SEPR 481
- SEPR 504
- SEPR 505
- SEPR 631
- SEPR 683
- SEPR 684
- SEPR 685
- SEPR 686
- SEPR 703
- SEPR 705
- SEPR 706
- SEPR 732
- SEPR 734
- SEPR 737
- SEPR 738
- SEPR 739 (Stromboli)
- SEPR 740
- SEPR 5051
- SEPR 5052
- SEPR 5054
- SEPR 6854
- SEPR 7341
- SEPR 50531
- SEPR Topaze
- SEPR Diamante
- SEPR C2

### SERMEL
- SERMEL TRS 12
- SERMEL TRS 18
- SERMEL TRS 25

### SFECMAS
(Société Française d'Etude et de Construction de Matériel Aéronautiques Spéciaux)
- SFECMAS Ars 600
- SFECMAS Ars 900

### Shenyang
(Shenyang Aircraft Corporation)
- Shenyang PF-1
- Shenyang Aircraft Development Office PF-1A
- Shenyang WP-5
- Shenyang WP-7
- Shenyang WS-5
- Shenyang WS-6
- Shenyang WS-8
- Shenyang WS-10
- Shenyang WS-15
- Shenyang WP-14 Kunlun

### Švecov
- Švecov M-11
- Švecov M-3
- Švecov M-25
- Švecov M-62
- Švecov M-63
- Švecov M-64
- Švecov M-65
- Švecov M-70
- Švecov M-71
- Švecov M-72
- Švecov M-80
- Švecov M-81
- Švecov M-82
- Švecov AŠ-2
- Švecov AŠ-3
- Švecov AŠ-21
- Švecov AŠ-62
- Švecov AŠ-73
- Švecov AŠ-82
- Švecov AŠ-83
- Švecov AŠ-84
- Švecov AŠ-93
- Švecov AŠ-2
- Švecov AŠ-4

### Siddeley-Deasy
- Siddeley Pacific
- Siddeley Puma
- Siddeley Tiger

### Siemens-Halske
(Siemens & Halske AG / Siemens-Bramo)
- Siemens VI
- Siemens-Halske Sh.I
- Siemens-Halske Sh.II
- Siemens-Halske Sh.III
- Siemens-Halske Sh 4
- Siemens-Halske Sh 5
- Siemens-Halske Sh 6
- Siemens-Halske Sh 7
- Siemens-Halske Sh 10
- Siemens-Halske Sh 11
- Siemens-Halske Sh 12
- Siemens-Halske Sh 13
- Siemens-Halske Sh 14 (
- Siemens-Halske Sh 15
- Siemens-Bramo Sh 20
- Siemens-Bramo Sh 21
- Siemens-Bramo Sh 25
- Siemens-Bramo Sh 28
- Siemens-Bramo Sh 29
- Siemens Bramo 314
- Siemens Bramo 322
- [[Siemens Bramo 323 Fafnir]

### Silnik
- Silnik M 11
- Silnik Sh 14

### Simms
- Simms 51KM V-6

### Simonini
- Simonini 200cc
- Simonini Mini 3
- Simonini Mini 2+

### škoda
- Skoda G-594 Czarny Piotruś
- Skoda L

### Skymotors
- Skymotors 70
- Skymotors 70A

### Smalley
- Smalley Aero

### SMA Engines
- SMA SR305-230

### Smith
- Smith Static<
- Smith 300KM radial

### SMPMC
(South Motive Power and Machinery Complex SMPMC prev Zhuzhou Aeroengine Factory)
- SMPMC HS-5
- SMPMC HS-6
- SMPMC WZ-8
- SMPMC WZ-9
- SMPMC WZ-16

### SNCAN
(Société Nationale de Constructions Aéronautiques du Nord)
- SNCAN Ars 600
- SNCAN Ars 900
- SNCAN Pulse-jet

### SNECMA
(Société Nationale d'Étude et de Construction de Moteurs d'Aviation)
- SNECMA 12S
- SNECMA 12T
- SNECMA 14NC
- SNECMA 14R
- SNECMA 14U
- SNECMA 14X 850KM
- SNECMA 14X Super Mars
- SNECMA 28T 1945 3500KM
- SNECMA 32HL 1947 4000KM
- SNECMA 36T 1948 4150KM
- SNECMA 42T 1946 5000KM
- SNECMA M26
- SNECMA M28
- SNECMA M45
- SNECMA M49 Larzac
- SNECMA M53
- SNECMA M88
- SNECMA Atar 101
- SNECMA Atar 8
- SNECMA Atar 9
- SNECMA Hercules
- Snecma Silvercrest
- SNECMA-BMW 132Z
- SNECMA-GR 14M
- SNECMA-GR 14N
- SNECMA / Pratt & Whitney TF106
- SNECMA / Pratt & Whitney TF306
- SNECMA-Regnier 4L
- SNECMA-Régnier 4LO
  - SNECMA 4LO-2
  - SNECMA 4LO-8
- SNECMA-Renault 4P
- SNECMA-Renault 6Q
- SNECMA Hispano 12B 1950 2200KM
- SNECMA Hispano 12Y 1947 900KM
- SNECMA Hispano 12Z
- SNECMA Escopette[98]
- SNECMA Super ATAR
- SNECMA Vulcain
- SNECMA Vesta
- SNECMA Escopette
- SNECMA Tromblon
- SNECMA Ecrevisse Type A
- SNECMA Ecrevisse Type B
- SNECMA TA-1000
- SNECMA TB-1000

### SNCM
(Société Nationale de Constructions de Moteurs - Lorraine post 1936)
- Lorraine Type 120 Algol[99]
- Lorraine Type 111 Sterna
- Lorraine Type 112 Sirius

### SOCEMA
(Société de Construction et d'Équipments Méchaniques pour l'Aviation)
- SOCEMA TGA 1
- SOCEMA TGAR 1008
- SOCEMA TP.1
- SOCEMA TP.2

### Solar
- Solar PJ32 pulse-jet
- Solar T45
- Solar T62 Titan
- Solar T66
- Solar T-150
- Solar Centaur 40
- Solar Centaur 50
- Solar Jupiter
- Solar Mars 90
- Solar Mars 100
- Solar Mercury 50
- Solar Saturn
- Solar Saturn 10
- Solar Saturn 20
- Solar Taurus 60
- Solar Taurus 65
- Solar Taurus 70
- Solar Titan 130

Titan 250

### Soloviev
- Soloviev D-15
- Soloviev D-20
- Soloviev D-25V (TB-2BM)
- Soloviev D-30
- Soloviev D-30K
- Soloviev D-90A

### Soloy
(Soloy Conversions / Soloy Dual Pak Inc.)
- Soloy Dual Pac
- Soloy Turbine Pac

### Societa Piemontese Automobili (S.P.A.)
(Societa Piemontese Automobili)
- SPA 6A 200 KM

### Soverini
(Soverini Freres et Cie)
- Soverini-Echard 4D
- Soverini-Echard 4DR

### Sovjetski eksperimentalni motorji
- AD-1
- AD-3
- AD-5
- FED-8)
- MB-100 (A.M. Dobrotvorskij)
- MB-102 (A.M. Dobrotvorskij)
- MSK
- AN-1
- [[AN-1A]
- AN-1R
- AN-1RTK
- M-5-400
- M-10
- M-16
- M-31
- M-35
- M-40
- M-50R
- M-52
- M-87D
- M-116
- M-127
- MB-4
- MB-4b
- MB-8
- MB-8b
- D-11)
- N-1
- N-2
- N-3
- OMB-127
- OMB-127RN

### Speer
- Speer S-2-C

### Sperry
- Sperry WBB

### Sport Plane Power
(Sport Plane Power Inc.)
- Sport Plane Power K-100A

### STAL
(Svenska Turbinfabriks AB Ljungström)
- STAL Skuten
- STAL Dovern

### Star
- Star 40KM

### Stark
(Stark Flugzeugbau KG)
- Stark Stamo 1400

### Statax
(Statax Engine Company Ltd. – prej Statax-Motor iz Zuricha)
- Statax 3-valjni 10KM
- Statax 5-valjni 40KM
- Statax 7-valjni 80KM
- Statax 10-valjni 100KM

### Straughan
- Straughan AL-1000

### Studebaker-Waterman
- Studebaker-Waterman S-1

### Sturtevant
- Sturtevant 1913 40KM
- Sturtevant 1913 60KM
- Sturtevant 5A-4
- Sturtevant 5A-4-½ 210 KM
- Sturtevant 7 300 KM
- Sturtevant D-4
- Sturtevant D-6
- Sturtevant E-6

### Subaru
- Subaru EJ25
- Subaru EA82

### Sunbeam
- Sunbeam 110 KM
- Sunbeam 150 KM
- Sunbeam 200 KM
- Sunbeam 225 KM
- Sunbeam 2000 KM
- Sunbeam Afridi
- Sunbeam Amazon
- Sunbeam Arab
- Sunbeam Bedouin
- Sunbeam Cossack
- Sunbeam Crusader
- Sunbeam Dyak
- Sunbeam Gurkha
- Sunbeam Kaffir
- Sunbeam Malay
- Sunbeam Maori
- Sunbeam Manitou
- Sunbeam Matabele
- Sunbeam Mohawk
- Sunbeam Nubian
- Sunbeam Pathan
- Sunbeam Saracen
- Sunbeam Sikh
- Sunbeam Semi-Sikh
- Sunbeam Sikh II
- Sunbeam Sikh III
- Sunbeam Spartan
- Sunbeam Tartar
- Sunbeam Viking
- Sunbeam Zulu

### Superior
- Superior XP-320
- Superior XP-360
- Superior XP-400
- Superior XP-408
- Superior Vantage

### Survol-de Coucy
- Survol-de Coucy Pygmée 40 KM

### Svenska Flygmotor
- IA R-19-SR/1 Indio
- Svenska Flygmotor RM2 Ghost
- Svenska Flygmotor RM5 Avon
- Svenska Flygmotor RM6 Avon
- Svenska Flygmotor RR2
- Svenska RM8

### Szekely
- Szekely SR-3
- Szekely SR-5
- Szekely 100
- Szekely O-125

## T

### TBS
(Turbinenbau Schuberth Schwabhausen GmbH)
- TBS 400N-J40P[100]

### Technopower
(Technopower Inc.)
- Technopower Twin O-101

### Teledyne CAE
- CAE 210 (XT51-1 - Turbomeca Artouste I) 280 sKM
- CAE 217-5 (XT72 - Turbomeca Astazou) 600sKM
- CAE 217-10 (XT65 - scaled down Astazou) 305 sKM
- CAE 217A (XT67 - Turbomeca Astazou X)
- CAE 220-2 (XT51-3 - Turbomeca Artouste II)
- CAE 227
- CAE 300
- CAE 320
- CAE 325
- CAE 324
- CAE 382
- CAE T51 - (Turbomeca Artouste I) 280 KM
- CAE T72 - (Turbomeca Astazou) 600 KM
- CAE T65 - (scaled down Astazou) 305 KM
- CAE T67 - (Turbomeca Astazou X)
- Teledyne CAE 352
- Teledyne CAE 354
- Teledyne CAE 356
- Teledyne CAE 382[22]
- Teledyne CAE 440
- Teledyne CAE 455
- Teledyne CAE 472 (F106)
- Teledyne CAE 490
- Teledyne CAE 555
- Teledyne CAE J69
- Teledyne CAE LJ95
- Teledyne CAE J402
- Teledyne CAE F106
- Teledyne CAE CJ69

### Thaheld
- Thaheld O-290 dizel

### Termo-Jet
(Thermo-Jet Standard Inc.)
- Thermo-Jet J3-200
- Thermo-Jet J5-200
- Thermo-Jet J7-300
- Thermo-Jet J8-200
- Thermo-Jet J10-200
- Thermo-Jet J13-202

### Thielert
- Thielert Centurion 1.7 Dizel R4
- Thielert Centurion 4.0 Dizel V6

### Thiokol
(Thiokol Chemical Corporation)
- Thiokol LR44
- Thiokol LR58
- Thiokol LR62
- Thiokol LR99
- Thiokol M6 (TX-136)
- Thiokol M10 (TX-10)
- Thiokol M12 (TX-12)
- Thiokol M16 (TX-16)
- Thiokol M18 (TX-18)
- Thiokol M19
- Thiokol M20 (TX-20)
- Thiokol M30 (TX-30)
- Thiokol M33 (TX-33)
- Thiokol M46
- Thiokol M51 (TX-131-15)
- Thiokol M55
- Thiokol M58 (TX-58)
- Thiokol TU-122
- Thiokol TX-135
- Thiokol TD-174 Guardian
- Thiokol TE-29 Recruit
- Thiokol TD-214 Pioneer
- Thiokol TE-289 Yardbird
- Thiokol TE-307 Apache

### Thomas
- Thomas 120KM
- Thomas 8
- Thomas 88 150 KM
- Thomas 890

### Thorotzkai
(Thorotzkai Péter)
- Thorotzkai 12KM
- Thorotzkai 22KM 3-valjni zvezdasti
- Thorotzkai 35KM
- Thorotzkai typ.7 35KM
- Thorotzkai 120KM

### Thunder
(Thunder Engines Inc.)
- Thunder TE495-TC700

### Tips
- Tips 480KM

### Tips & Smith
- Tips & Smith Super-Rhône

### TNCA
(Talleres Nacionales de Construcciones Aeronáuticas – national aviation workshops)
- TNCA Aztatl
- TNCA Trebol

### Tokyo Gasu Denki
(Gasuden)
- Tokyo Gasu Denki Amakaze
- Tokyo Gasu Denki Hatakaze
- Tokyo Gasu Denki Jimpu 3
- Tokyo Gasu Denki Kamikaze
- Tokyo Gasu Denki Tempu
- Gasuden Amakaze
- Gasuden Hatakaze
- Gasuden Jimpu 3
- Gasuden Kamikaze
- Gasuden Tempu

### Torque Master
(Valley Engineering)
- Torque Master 1835cc[102]
- Torque Master 1915cc
- Torque Master 2180cc

### Total Engine Concepts
- Total Engine Concepts MM CB-40

### Trace Engines
- Trace turbocharged V-8

### Train
(Établissements E. Train)
- Train 2T
- Train 4T
- Train 4A
- Train 4E
- Train 6T
- Train 6D

### Tumanski
- Tumanski M-87
- Tumanski M-88
- Tumanski R-11
- Tumanski R-13
- Tumanski R-15
- Tumanski RU-19
- Tumanski R-21
- Tumanski R-25
- Tumanski R-266
- Tumanski R-27
- Tumanski R-29
- Tumanski RD-9

### Turbomeca
- Turbomeca Arbizon
- Turbomeca Ardiden
- Turbomeca Arrius
- Turbomeca Arriel
- Turbomeca Artouste
- Turbomeca Aspin
- Turbomeca Astazou
- Turbomeca Astafan
- Turbomeca Aubisque
- Turbomeca Autan
- Turbomeca Bastan
- Turbomeca Bi-Bastan
- Turbomeca Gabizo
- Turbomeca Goudon
- Turbomeca Makila
- Turbomeca Marboré
- Turbomeca Marcadau
- Turbomeca Orédon
- Turbomeca Ossau
- Turbomeca Palas
- Turbomeca Palouste
- Turbomeca Piméné
- Turbomeca Soular
- Turbomeca Super Palas
- Turbomeca Turmo
- Turbomeca Turmastazou
- Turbomeca TM251
- Turbomeca TM319
- Turbomeca TM333
- Turbomeca/SNECMA Larzac
- HAL/Turbomeca Shakti
- Rolls-Royce/Turbomeca RTM321
- Rolls-Royce/Turbomeca RTM322
- Rolls-Royce/Turbomeca Adour
- Rolls-Royce/Turbomeca Orédon
- MAN/Rolls-Royce/Turboméca MTR390
- MTU/Turbomeca MTM385

### Turbo Research
- Turbo Research TR.1
- Turbo Research TR.2
- Turbo Research TR.3
- Turbo Research TR.4 Chinook
- Turbo Research TR.5 Orenda

### Turboméca/HAL
- HAL/Turboméca Ardiden/Shakti

### Turbo-Union
- Turbo-Union RB199

## U

### Ufimtsev
(A.G. Ufimtsev)
- Ufimtsev 1908 20KM
- Ufimtsev 1910 35-40KM
- Ufimtsev ADU-4 –

### ULPower
- ULPower UL260i

### Union
(Union Gas Engine Co.)
- Union 120KM

### UTC
- UTC P-1

## V

### Valley
(Valley Engineering)
- Valley 1915cc
- Valley 2276cc

### Van Blerck
- Van Blerck 135KM
- Van Blerck Twin 6

### Vaslin
(Henri Vaslin)
- Vaslin 15KM
- Vaslin 24KM
- Vaslin 55KM [103]

### Vedeneyev
- Vedeneev M14P

### Velie
- Velie M-5
- Velie ML-9

### Verner Motor
- Verner Scarlett mini 3 ( ~ 25KM)
- Verner Scarlett mini 5  ( ~ 37KM)
- Verner Scarlett 7H ( ~ 80KM)
- Verner Scarlett 36Hi ( ~ 100-150KM)
- Verner JCV 360 ( ~ 35KM)
- Verner VM 125
- Verner VM 133
- Verner VM 144Hi ( ~ 78KM)
- Verner VM 1400

### Viale
(Spirito Mario Viale)
- Viale 35 KM (1910 35-50KM 5-cyl. radial)

### VIJA
- VIJA J-10A
- VIJA J-12A
- VIJA J-12Si
- VIJA AG-12Si
- VIJA J-16Ti

### Viking
(Viking Aircraft Engines)
- Viking Aircraft Engines Viking 110

- Viking 140KM

### Villiers-Hay
(Villiers-Hay Development Ltd.)
- Villiers-Hay 4-L-318 Maya I
- Villiers-Hay 4-L-319 Maya II

### Vivinus
(Belgium)
- Vivinus 32.5KM 4-valjni vrstni
- Vivinus 37.5KM 4-valjni vrstni
- Vivinus 39.2KM 4-valjni vrstni
- Vivinus 50KM 4-valjni vrstni
- Vivinus 60KM 4-valjni vrstni
- Vivinus 70KM 4-valjni vrstni

### Volkswagen
- Volkswagen VW 1131
- Volkswagen VW 1200
- Volkswagen VW 1300
- Volkswagen VW 1287
- Volkswagen VW 1500
- Volkswagen VW 1556
- Volkswagen VW 1883
- Volkswagen VW 1915
- Volkswagen VW 1971
- Volkswagen VW 1995
- Volkswagen VW 2013
- Volkswagen VW 2049
- Volkswagen VW 2138
- Volkswagen VW 2160
- Volkswagen VW 2165
- Volkswagen VW 2180
- Volkswagen VW 2276
- Volkswagen VW 2287
- Volkswagen VW 2325
- Volkswagen VW 2342
- Volkswagen VW 2366
- Volkswagen VW 2424
- Volkswagen VW 2483
- Volkswagen VW 2498
- Volkswagen VW 2500
- Volkswagen VW 2616
- Volkswagen VW 2660
- Volkswagen VW 2962

### Volvo Aero
- RM1
- RM2
- RM3
- RM4
- RM5
- RM6
- RM8
- RM12

### von Behren
- von Behren O-113 Air Horse

### Voronež
(Voronezh engine factory)
- Voronež MV-6

## W

### Wackett
- Wackett 2-valjni 40KM
- Wackett Victa

### Walter
(A.S. Walter)
- Walter Atlas
- Walter Atom
- Walter Bora
- Walter Castor
- Walter Gemma
- Walter H80
- Walter Junior
- Walter Jupiter
- Walter 108H[104]
- Walter 110H
- Walter M05
- Walter M06
- Walter M701
- Walter M202
- Walter M208
- Walter M332
- Walter M337
- Walter M462
- Walter M601
- Walter M602
- Walter M701
- Walter Major 4-1
- Walter Major 6-1
- Walter Mars
- Walter Merkur
- Walter Mikron
- Walter Minor 4
- Walter Minor 6
- Walter Minor 12 I-MR
- Walter NZ-40
- Walter NZ-60
- Walter NZ-85
- Walter NZ-120
- Walter Pegas
- Walter Polaris
- Walter Pollux
- Walter Regulus
- Walter Sagitta
- Walter Scolar
- Walter Super Castor
- Walter Vega
- Walter Venus
- Walter W.IV

(Hellmuth Walter Kommanditgesellschaft)
- Walter RI-201
- Walter RI-203
- Walter RII.203
- Walter RII.211
- Walter HWK 109-500
- Walter HWK 109-501
- Walter HWK 109-507
- Walter HWK 109-509
- Walter HWK 109-559
- Walter HWK 109-719
- Walter HWK 109-729
- Walter HWK 109-739
- Walter Heimatschützer I
- Walter Heimatschützer IV
- Walter Me.109 Climb Assister

### Wankel
- Wankel LCR-407
- Wankel LCR-814

### Warner
- Warner Junior
- Warner Scarab
- Warner Scarab Junior
- Warner Super Scarab
- Warner Super Scarab 50
- Warner Super Scarab 165
- Warner Super Scarab SS-50
- Warner Super Scarab SS-50A
- Warner Super Scarab 185
- Warner R-420
- Warner R-500
- Warner R-550
- Warner 145
- Warner 165
- Warner 185

### WASAG
(Westphalisch-Anhaltische Springstoff A.G.)
- WASAG 109-506
- WASAG 109-512
- WASAG 109-522
- WASAG 109-532

### Watson
(Gary Watson of Newcastle, Texas)
- Watson 917cc 1/2 VW[105]

(Basil watson)
- Watson Biplane

### Weir
(G & J Weir Ltd.)
- Weir 40KM

### Weiss
(Weiss Manfréd Repülögép- és Motorgyár Rt – Mannfred Weiss Aircraft company – engine works)
- Weiss WM Sh 10
- Weiss WM Sh 11
- Weiss WM Sh 12 –
- Weiss Sport I 100-130KM
- Weiss Sport II 100-130KM
- Weiss Sport III 100-130KM
- Weiss - Bristol Jupiter VI
- Weiss MW 9K Mistral
- Weiss WM-K-14A (870 KM Gnome-Rhône 14K Mistral Major)
- Weiss WM-K-14B (910 KM Gnome-Rhône 14K Mistral Major)
- Weiss-Daimler-Benz DB 605B

### Welch
- Welch O-2 (O-135)

### Wells & Adams
- Wells & Adams 50KM
- Wells & Adams 135KM

### Werner
- Werner 1911 30KM

### West Engineering
- West Engineering XJ38

### Western
- Western L-7

### Westinghouse Electric Corporation
- Westinghouse J30
- Westinghouse J32
- Westinghouse J34
- Westinghouse J40
- Westinghouse J43
- Westinghouse J45
- Westinghouse J46
- Westinghouse J50
- Westinghouse J54
- Westinghouse J74
- Westinghouse J81 (Rolls-Royce Soar)
- Westinghouse T30
- Westinghouse T70
- Westinghouse 19XB
- Westinghouse 24C
- Westinghouse 40E
- Westinghouse 9.5A/B

### White & Poppe
White & Poppe 6-cyl 23 KM
White & Poppe V-8 130 KM

### Whitehead
- Whitehead 1910 40KM
- Whitehead 1910 75KM

### Wickner
- Wickner Wicko F

### Wiley Post
- Wiley Post AL-1000

### Wilksch
(Wilksch Airmotive ltd.)
- Wilksch WAM100
- Wilksch WAM120
- Wilksch WAM160

### Williams
- Williams 125KM

(Williams International)
- Williams F107 (WR19)
- Williams F112
- Williams F121
- Williams F122
- Williams F124
- Williams F129 (FJ44)
- Williams F415
- Williams EJ22
- Williams FJ22
- Williams FJ33
- Williams FJ44
- Williams FJX-1[106]
- Williams FJX-2
- Williams J400 (WR24)
- Williams WJ38-5
- Williams WJ119
- Williams WR2
- Williams WR9
- Williams WR19
- Williams WRC19
- Williams WR27-1
- Williams WR34
- Williams WR44
- Williams WST117
- Williams WTS34
- Williams FJX-2

### Winterthur
(The Swiss Locomotive and machine Works)
- Winterthur V-8
- Winterthur V-12

### Wisconsin
- Wisconsin 140KM
- Wisconsin 250

### Wojcicli
(S.Wojcicli)
- Wojcicli 10kg pulsejet
- Wojcicli 20kg pulsejet
- Wojcicli 40kg pulsejet
- Wojcicli 70kg pulsejet

### Wolseley
- Wolseley 1908 30 KM
- Wolseley 1909 50 KM V-8
- Wolseley 1909 54 KM V-8
- Wolseley 1911 Type A V-8
- Wolseley 1911 Type B 80 KM V-8
- Wolseley 1911 Type C 60 KM V-8
- Wolseley 1911 Type D V-8
- Wolseley 1912 160KM V-8
- Wolseley A.R.7 Aquarius I
- Wolseley A.R.9 Aries III
- Wolseley W.4A Python
- Wolseley W.4A Viper
- Wolseley W.4B Adder
- Wolseley Leo
- Wolseley Libra
- Wolseley Scorpio

### Wopen
(Wopen - Chinese designation for Turbojet)
- Wopen WP-6
- Wopen WP-8
- Wopen WP-9
- Wopen WP-10
- Wopen WP-12

### WoShan
- WoShan WS-6
- WoShan WS-10
- WoShan WS-11
- WoShan WS-12 Taishan
- WoShan WS-13 Taishan
- WoShan WS-15
- WoShan WS-18

### WoZhou
- WoZhou WZ-8
- WoZhou WZ-9
- WoZhou WZ-16

### Wright Aeronautical
- Wright Model 4
- Wright 1903 12KM
- Wright 32.5 KM 4-valjni vrstni
- Wright 1904 39KM
- Wright 1910 50-60KM
- Wright 6-60 1912
- Wright R-460
- Wright R-540 J-6 Whirlwind 5
- Wright R-760 J-6 Whirlwind 7
- Wright R-790 J-5 Whirlwind 9
- Wright R-975 J-6 Whirlwind 9
- Wright R-1200 "Simoon"
- Wright R-1300 Cyclone 7
- Wright R-1454 (R-1)
- Wright R-1510 Whirlwind 14
- Wright R-1670
- Wright R-1750 Cyclone 9
- Wright R-1820 Cyclone 9
- Wright R-2160 Tornado 42
- Wright R-2600 Cyclone 14
- Wright R-3350 Cyclone 18
- Wright R-4090 Cyclone 22
- Wright Gale
- Wright V-720
- Wright IV-1460
- Wright IV-1560
- Wright V-1950 Tornado
- Wright H-2120
- Wright XH-4240
- Wright D-1
- Wright F-50 Cyclone
- Wright F-60 Cyclone
- Wright G Cyclone
- Wright G-100
- Wright G-200
- Wright GTC-1
- Wright J-1
- Wright J-3 Whirlwind
- Wright J-4 Whirlwind
- Wright J-5 Whirlwind
- Wright J-6 Whirlwind 5
- Wright J-6 Whirlwind 7
- Wright J-6 Whirlwind 9
- Wright K-2
- Wright P-1
- Wright P-2
- Wright R-1 (R-1454)
- Wright T
- Wright T-1
- Wright T-2
- Wright T-3
- Wright T-3A Tornado (V-1950)
- Wright T-4
- Wright TJ-6
- Wright TJ-7
- Wright TJA-1
- Wright TP51A2
- Wright J51
- Wright J59
- Wright J61
- Wright J65 (Armstrong-Siddeley Sapphire)
- Wright J67 (Bristol Olympus)
- Wright T35
- Wright T43
- Wright T47 (Olympus turboprop ~10500 KM)[107]
- Wright T49 (Sapphire turboprop ~6500–10380 KM)[107]

### Wright Company
- Wright Vertical 4

### Wright-Gypsy
- Wright-Gypsy L-320

### Wright-Hisso
(Wright-Martin / Wright-Hisso)
- Wright-Hisso A
- Wright-Hisso E
- Wright-Hisso H
- Wright-Hisso I
- Wright-Hisso K H
- Wright-Hisso T
- Wright-Hisso 180KM V-8
- Wright-Hisso 220KM V-8
- Wright-Hisso 300KM V-8

### Wright-Siemens
- Wright-Siemens Sh-14

### Wright-Tuttle
- Wright-Tuttle WT-5

### Wynne
(The Corvair Authority)
- Wynne O-164B 100 KM
- Wynne O-164-BE 110 KM
- Wynne TSIO-164-BE 145 KM

## X

### XCOR Aerospace
- XCOR XR-4A3
- XCOR XR-4K14

### Xian
- Xian WS-9 Qinling
- Xian Qinling-2

## Y

### Yamaha Motor Corporation
- Yamaha KT100

### York
- York 4-cyl in-line

### Yuneec International
(Jinxi Town, Kunshan, Jiangsu, Kitajska)
- Yuneec Power Drive 10
- Yuneec Power Drive 20
- Yuneec Power Drive 40
- Yuneec Power Drive 60

## Z

### Zanzottera
- Zanzottera MZ 34
- Zanzottera MZ 100
- Zanzottera MZ 201
- Zanzottera MZ 202
- Zanzottera MZ 301

### Z.B.
(Ceskoslovenska Zbrojovka A.S. Brno / Zbrojovka Brno)
- Z.B. ZOD-260

### Zenoah
- Zenoah G-25
- Zenoah G-50
- Zenoah G-72

### Zhuzhou
(Zhuzhou Aeroengine Factory -ZEF now South Motive Power and Machinery Complex (SMPMC))
- ZEF HS-5
- ZEF HS-6
- ZEF WZ-8
- ZEF WZ-9
- ZEF WZ-16

### Zlin
(Zlinska Letecka Inc.)
- Zlin Persy
- Zlin Persy II[108]
- Zlin Toma 4 (105K)

### Zoche
- Zoche Z 01
- Zoche Z 02
- Zoche Z 03

### Zündapp
(Zündapp-Werke G.m.b.H.)
- Zündapp Z 9-090
- Zündapp Z 9-092